# 24時間テレビ 「愛は地球を救う」
『24時間テレビ 「愛は地球を救う」』（にじゅうよじかんテレビ あいはちきゅうをすくう、英: 24HOUR TELEVISION "LOVE SAVES THE EARTH"）は、1978年から毎年8月下旬の土曜から日曜にかけて日本テレビ系列および沖縄テレビ放送で生放送される日本の長時間特別番組および一連の番組シリーズ。通称『24時間テレビ』、『24HTV』。
番組自体は日本テレビ放送網（以下・日本テレビ）の単独製作であるが、イベント全体としては日本テレビ系列（NNN・NNS）30社に沖縄テレビ（フジテレビ系列）を加えた31社が共同で主催している。
第17回（1994年）以降、多くの回の正式番組タイトルを『24時間テレビ○○ 「愛は地球を救う」』（○○には放送回が入る）としている。第14回（1991年）以前は『19xx スーパー・スペシャル』という冠タイトルも頭に付けられていたが、番組冒頭のオープニングなど、ごく一部でしか表記されていなかった。

## 概要
1978年、「愛は地球を救う」をキャッチフレーズとして、日本各地でチャリティーキャンペーン活動を行う番組として誕生した。年末年始や緊急時などを除いて、通常の放送を休止し特別番組を終夜放送することは当時としては画期的な企画であった。
視聴者からの寄付を、国内外の福祉・環境保護・災害復興の支援に役立てることを目的とした番組であり「本当の主役は（テレビの前の）あなたです」を謳い文句にしている。このキャッチフレーズは2000年代初頭までエンディングで表記されていたが、表記されなくなった後も徳光和夫が番組内で時折「テレビをご覧の皆さんが主役」とこのフレーズに言及することがある。
番組のイメージカラーは黄色で、番組のシンボルマークは久里洋二が制作した。赤色・黄色・緑色のグラデーションで色付けされた太陽と軌道上を周回する地球をデザインしたものである。
原則として、毎年8月下旬の土曜日夜から日曜日夜まで生放送されている。これは8月28日が本番組の制作局であり、日本の民間放送テレビ第1号の日本テレビ放送網並びに読売テレビ放送の開局記念日でもあり、本番組も日本テレビの開局25周年記念番組の1つとして開始した経緯があることによる（後述）。
第1回（1978年）の放送時間は土曜日20:00 - 日曜日20:00であり、文字通り「24時間」であったが、その後は回により増減しながら24時間以上放送されるようになり、第25回（2002年）以降は原則として土曜日18:30 - 日曜日20:54と26時間半に亘って放送されている。
番組内容は毎年設定されるメインテーマに基づき、健常者のみならず、障害者や被災者、難病患者などにも着目、チャリティーマラソンやドラマスペシャル、ドキュメンタリー、チャレンジ企画などを中心に構成されている。番組内では出演者が応援ソングを歌う場面があり、使用される楽曲は毎年40曲前後にも上る。
第3回（1980年）から第41回（2018年）まで、日本武道館をメイン会場とし（第14回・1991年、第32回・2009年を除く）、第42回（2019年）以降は両国国技館をメイン会場としている。その他、日産グローバル本社ギャラリーや系列各局のイベント会場では、チャリティーオークションなどのチャリティーイベントが開催される。
徳光は1978年の番組開始以来全ての回に出演しており、第3回（1980年）から第33回（2010年）までは31年連続で総合司会を務めた。

## 募金活動

### 概要

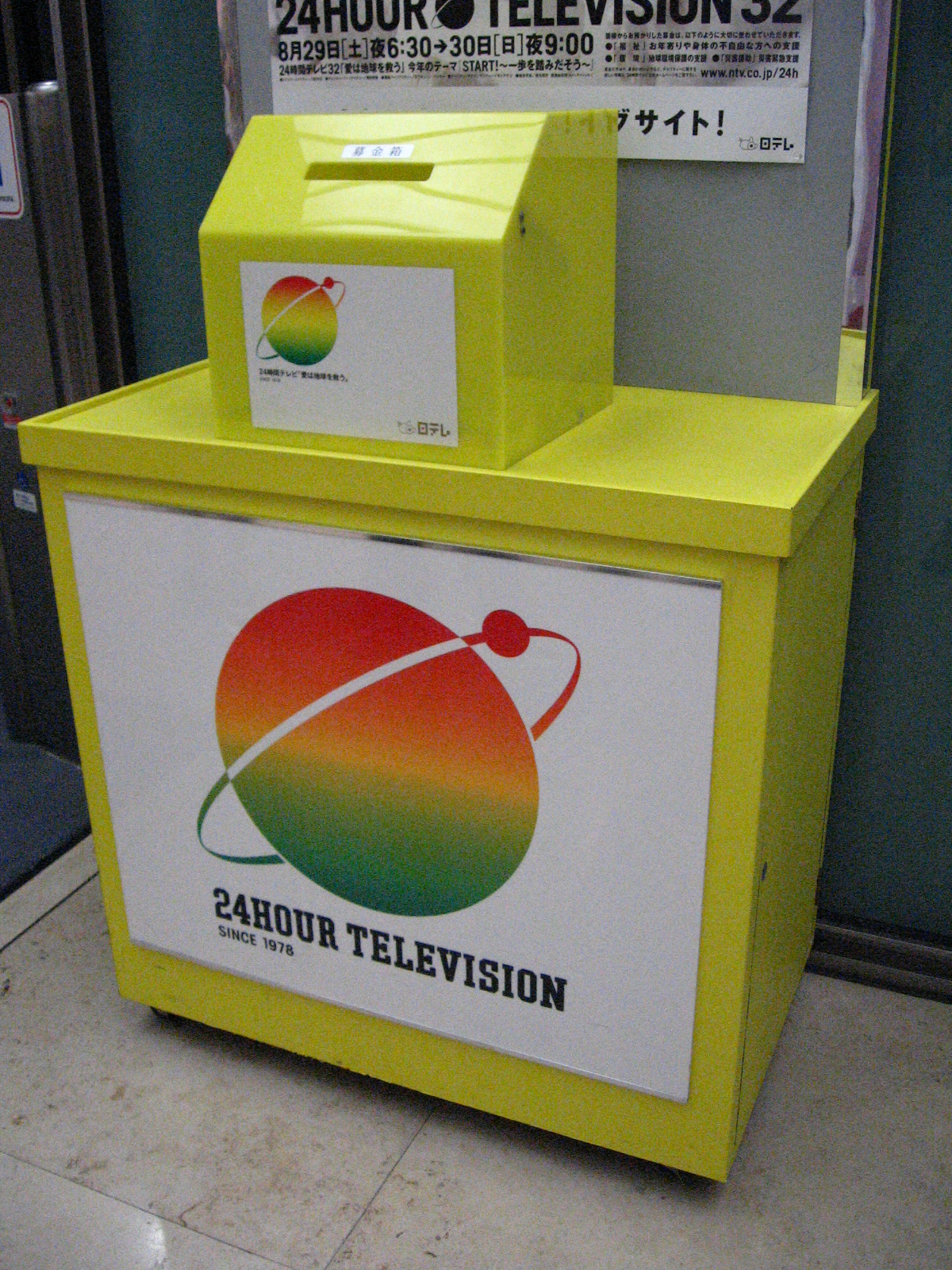
番組シンボルマークが描かれている専用募金箱
（日本テレビタワー）

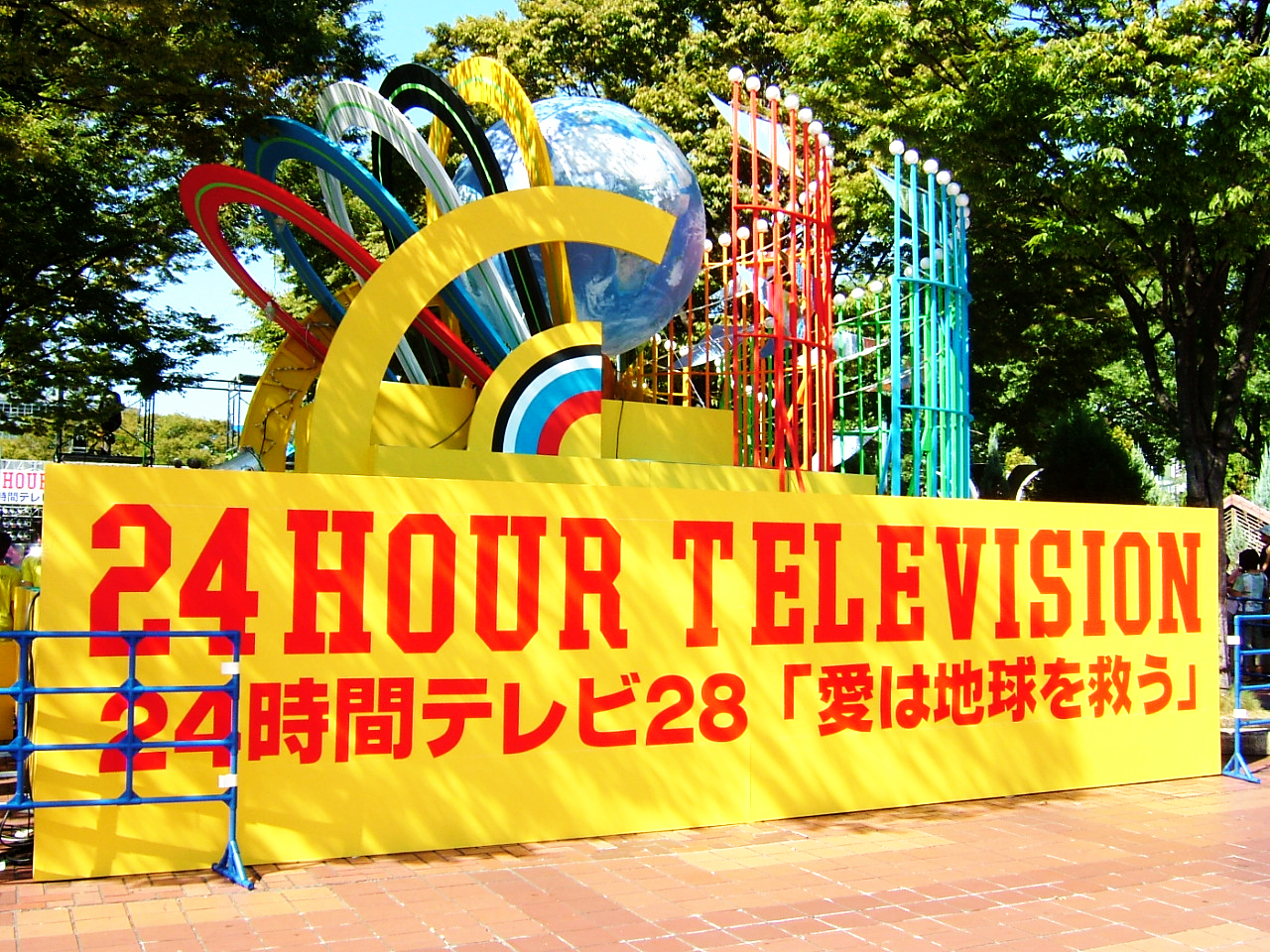
募金会場（久屋大通公園 2005年）
長年ここが名古屋地区の募金会場になっていたが、2018年からは中京テレビ放送新社屋前に移転した。

全国31社の民間放送局によって、全国から寄せられた募金の管理および適切な配分・行使を行うことを目的として「24時間テレビチャリティー委員会」を組織している。全国各地で行われるチャリティーキャンペーン活動は、加盟各社がそれぞれの放送エリアで独立して実施している。
募金は経費を一切差し引くこと無く、全額が3つの支援活動に分配されて活用される。
- 「福祉」（高齢者や身体障害者への支援）：福祉車両の贈呈、身体障害者補助犬普及支援、障害者情報保障支援など
- 「環境」（地球環境保護支援）：日本をきれいにするプロジェクト、全国各地での環境美化活動など
- 「災害復興」（災害緊急支援）：日本国内外で発生した災害に対する緊急支援など

委員会や主催局は、社会福祉法第73条及び同施行規則14条・15条に基づき、厚生労働大臣の許可を得て募金活動・慈善活動・資金配分などを行っている。この様な法的な規制や公正な募金活動の実施のため、募金スタッフの責任者は法令に基づいた「寄附金募集従事証」を所持している。
2013年12月1日、「24時間テレビチャリティー委員会」は内閣府の公益認定等委員会から公益社団法人の認定を受けた。これにより、新たに発足した「公益社団法人24時間テレビチャリティー委員会」に対する寄附金には寄附金控除（企業の場合は損金参入）などの税制上の優遇措置が適用されるようになった。

### 募金方法
募金については、メイン会場の両国国技館のほか、日産グローバル本社ギャラリー、系列各局の社屋やイベント会場、協賛企業・協力店で受け付けているほか、金融機関での振込による募金やイオンカード、クレジットカード、携帯電話のキャリア決済を利用したインターネット募金も可能。金融機関の24時間テレビ専用口座での振込募金は年間を通じて行うことが可能となっている。地域によっては郵便局での現金書留を受け付けている系列局もある。かつては武道館や各ネット局にオペレーターを配置し電話による募金受付も行っていたがいずれも廃止されている。募金の方法は番組内及び公式サイトなどでも案内される。
大規模な災害が発生した場合には、日本テレビ系列各局が発生直後から「24時間テレビ緊急募金」を告知し募金を呼びかけている。この際、預けられた募金は日本赤十字社を通じて全額が被災地への義援金として贈呈される。
現在では携帯電話のウェブコンテンツを利用した「24時間テレビケータイチャリティー」も実施しており、番組携帯サイトから待ち受け画像や着信ボイス、着信ムービーなどのチャリティーコンテンツを購入することで募金に参加することができる。第35回（2012年）以降はスマートフォンからも参加可能になった。第43回（2020年）以降はスマートフォン決済については「キャッシュレス募金」に名称を変更し、新たな決済方法としてPayPayやLINE Payといったスマートフォン決済サービスに対応した。第45回（2022年）からはd払い・au PAY・AEON Pay・Apple Pay・Google Pay・Amazon Payにも対応する。
日本テレビの夏のイベント「超☆汐留パラダイス!」の収益の一部もチャリティー募金として寄付されている。
本番組の募金活動を悪用した詐欺行為が度々発生している。そのため番組内や公式サイト、募金の告知スポットCMなどでは戸別訪問募金を一切行っていないことを強調し、詐欺行為に騙されない様に注意を呼び掛けている。
また、募金サイトを悪用してクレジットカードの不正使用を行った事案も発生し、一時的にカードによる寄付を停止したこともある。

### 日本テレビ系列局のない地域での募金活動および募金額の取扱

#### 石川県（第12回（1989年）まで）
第12回（1989年）まではテレビ金沢は開局しておらず、石川県域局（石川テレビ（フジテレビ系列でクロスネットは行っていなかった。）・北陸放送（TBS系列））でも未放送だったが、第1回（1978年）から取扱金融機関として石川県金沢市に本店を置く北國銀行が参加しており、隣県局の北日本放送と福井放送で案内されていた。第6回（1983年）までは「北国銀行本店支店」と案内していたが、第7回（1984年）から第12回（1989年）までは、北日本放送（富山県）が「北国銀行 県内支店・能登地区支店」、福井放送が「北国銀行 県内支店・加賀地区支店」と店舗指定で案内していた。

#### 佐賀県
日本テレビ系列局が存在せず、唯一の県域局たるサガテレビも当番組に参加していない。このため、福岡放送が募金活動を代行する。

#### 沖縄県
フジテレビ系列の沖縄テレビ放送が参加しているが、系列外であることから、募金活動については一部条件付きで行い、同県内の企業や団体などからの募金贈呈などに関するニュースについてもFNNニュースとして取り扱っている。

### 福祉車両

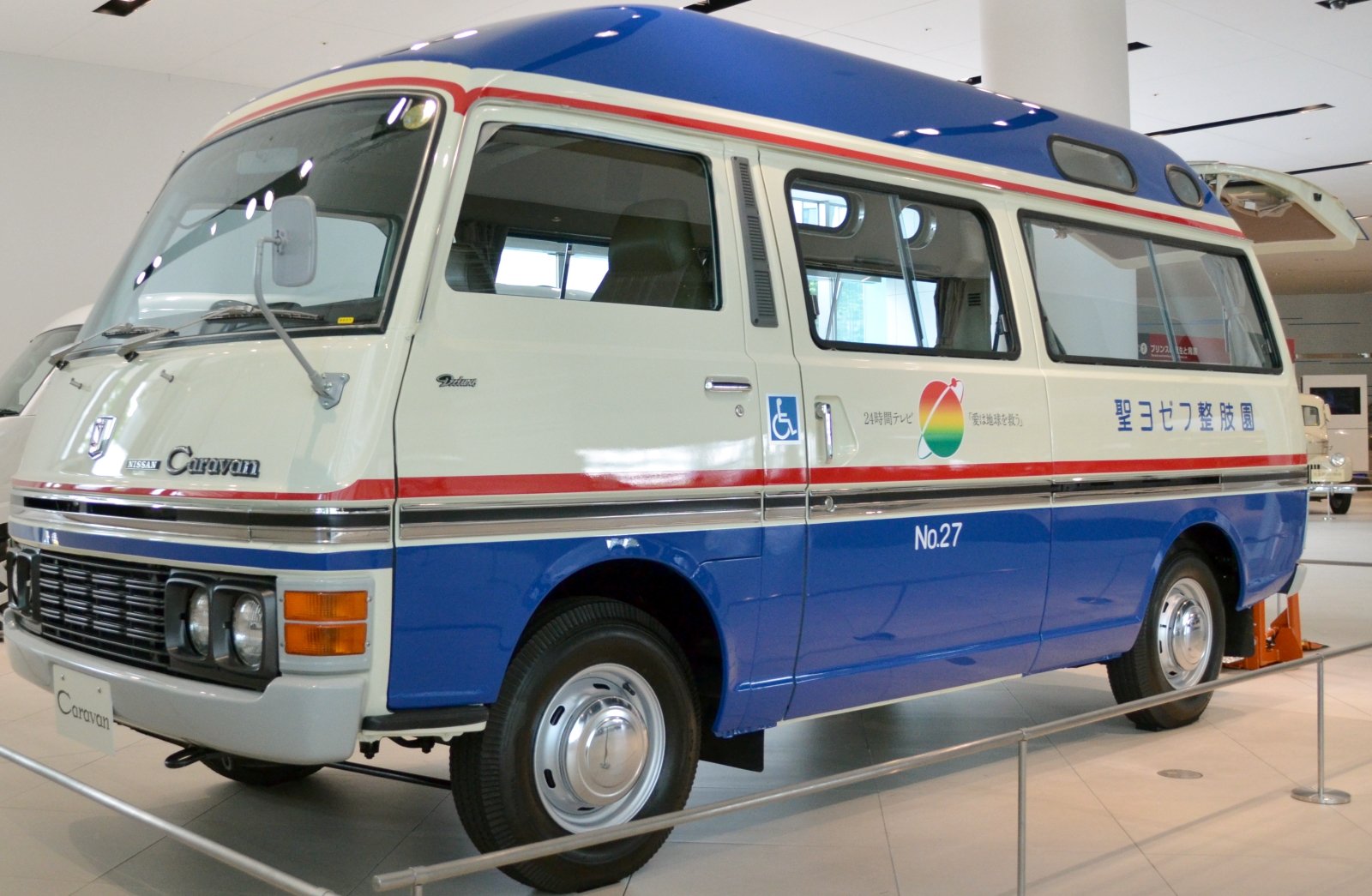
第1回から第25回に寄贈された車両。

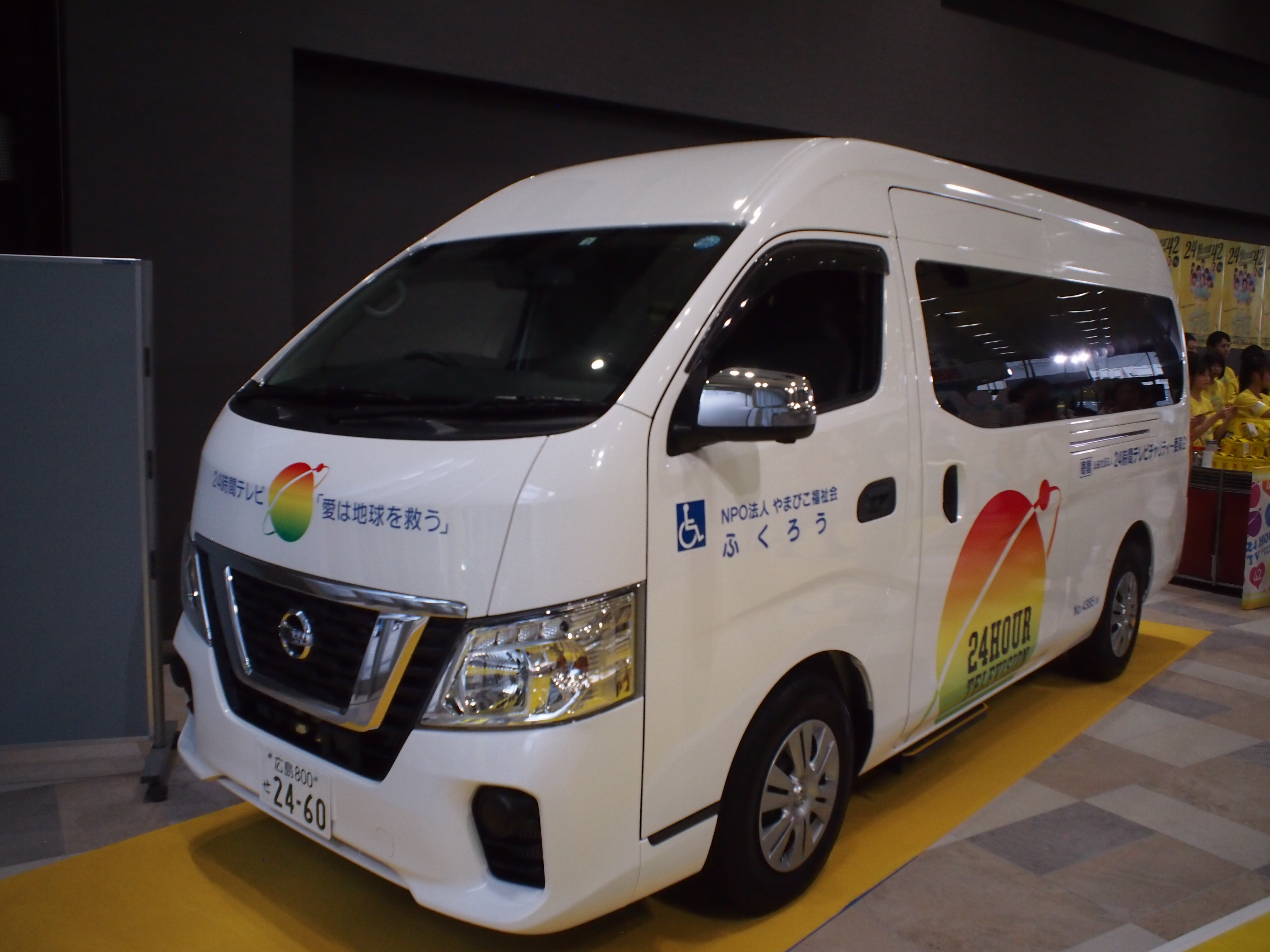
第40回から寄贈された車両。

第1回（1978年）の放送から「リフト付きバス」および「訪問入浴車」（かつては「巡回お風呂カー」という名称だった）、「電動車椅子」を進呈している。第24回（2001年）の放送からは「スロープ付き自動車」の進呈を開始した。第16回（1993年）・第34回（2011年）・第35回（2012年）には車両の特別進呈を実施した。第36回（2013年）から「福祉サポート車」の進呈を行っている。
第42回（2019年）までに累計11404台の車両の進呈を行っている。第42回（2019年）は350台の車両進呈を行い、この時点でこれまでに寄贈された車両の内、約3分の1にあたる3512台が稼働している。
第42回（2019年）の放送時点で「リフト付きバス」「スロープ付き自動車」「訪問入浴車」「電動車椅子」「福祉サポート車」を取り扱っている。
車両の寄贈を受けたい団体は4月までに申し込み、決算書類などが必要で11月中旬までに寄贈先を決定。12月から順次納車される。寄贈された車両は年に一回稼働状況の確認が行われ、廃車時はチャリティー委員会に報告する必要があり、第三者への無断売却や譲渡は禁止されている。廃車後は別の福祉車両の素材や部品に再利用される。基本的には福島県や熊本県などの被災地への寄贈が中心で、首都圏や関西圏ではこの車両の遭遇率は低い。
車体の塗装は、第1回（1978年）から第25回（2002年）までは白色ベースで屋根と車体の下半分を青色に塗り、白色部分の周りに細く赤いラインを引いたデザイン。第26回（2003年）から第39回（2016年）まで白色ベースで車体両サイドに羽ばたく青い鳥「ハッピーバード」を描いたデザイン。第40回（2017年）から現行のデザインになっている。車体の前後左右に番組のシンボルマークと番組名、使用者の団体名が記されている。

## 参加局

### 現在の参加局
現在の主催局は日本テレビ系列30社と沖縄テレビ放送（OTV・フジテレビ系列）の計31社で、各局が共同主催で実施している。フジテレビ系列やテレビ朝日系列とのクロスネット局では、一部時間帯は当番組をネットせず、他系列の番組や自社制作番組を放送する。
なお、多くの時間帯は日本テレビからの内容が放送されるが、前述のクロスネット局を中心に系列各局独自の内容あるいは他系列の番組も放送される。また、差し替えた時間帯に日本テレビで放送された企画が見られないことに対する意見・苦情に配慮して、その企画を当日または後日の夕方・深夜などに遅れ放送する局もある。
番組エンドロールでは、参加局は通称ではなく社名で表示しているため、本項でも社名で表示する。
| 放送地域       | 放送局                 | 系列                                         | 備考・脚注               |
| -------------- | ---------------------- | -------------------------------------------- | ------------------------ |
| 関東広域圏     | 日本テレビ放送網       | 日本テレビ系列                               | 基幹制作局               |
| 北海道         | 札幌テレビ放送         | 日本テレビ系列                               | 北海道地区幹事局         |
| 青森県         | 青森放送               | 日本テレビ系列                               |                          |
| 岩手県         | テレビ岩手             | 日本テレビ系列                               |                          |
| 宮城県         | 宮城テレビ放送         | 日本テレビ系列                               | 東北地区幹事局           |
| 秋田県         | 秋田放送               | 日本テレビ系列                               |                          |
| 山形県         | 山形放送               | 日本テレビ系列                               |                          |
| 福島県         | 福島中央テレビ         | 日本テレビ系列                               |                          |
| 山梨県         | 山梨放送               | 日本テレビ系列                               |                          |
| 新潟県         | テレビ新潟放送網       | 日本テレビ系列                               | 第4回（1981年）から参加  |
| 長野県         | テレビ信州             | 日本テレビ系列                               | 第4回（1981年）から参加  |
| 静岡県         | 静岡第一テレビ         | 日本テレビ系列                               | 第2回（1979年）から参加  |
| 富山県         | 北日本放送             | 日本テレビ系列                               | [ 注 27 ]                |
| 石川県         | テレビ金沢             | 日本テレビ系列                               | 第13回（1990年）から参加 |
| 福井県         | 福井放送               | 日本テレビ系列                               | [ 注 28 ] [ 備考 1 ]     |
| 中京広域圏     | 中京テレビ放送         | 日本テレビ系列                               | 中部地区幹事局           |
| 近畿広域圏     | 讀賣テレビ放送         | 日本テレビ系列                               | 関西地区幹事局           |
| 鳥取県・島根県 | 日本海テレビジョン放送 | 日本テレビ系列                               |                          |
| 広島県         | 広島テレビ放送         | 日本テレビ系列                               | 中国・四国地区幹事局     |
| 山口県         | 山口放送               | 日本テレビ系列                               |                          |
| 徳島県         | 四国放送               | 日本テレビ系列                               |                          |
| 香川県・岡山県 | 西日本放送             | 日本テレビ系列                               |                          |
| 愛媛県         | 南海放送               | 日本テレビ系列                               |                          |
| 高知県         | 高知放送               | 日本テレビ系列                               |                          |
| 福岡県         | 福岡放送               | 日本テレビ系列                               | 九州地区幹事局           |
| 長崎県         | 長崎国際テレビ         | 日本テレビ系列                               | 第14回（1991年）から参加 |
| 熊本県         | 熊本県民テレビ         | 日本テレビ系列                               | 第5回（1982年）から参加  |
| 大分県         | テレビ大分             | 日本テレビ系列 フジテレビ系列                | [ 備考 2 ]               |
| 宮崎県         | テレビ宮崎             | フジテレビ系列 日本テレビ系列 テレビ朝日系列 | [ 備考 3 ]               |
| 鹿児島県       | 鹿児島讀賣テレビ       | 日本テレビ系列                               | 第17回（1994年）から参加 |
| 沖縄県         | 沖縄テレビ放送         | フジテレビ系列                               | [ 注 6 ] [ 備考 4 ]      |

備考
1. ↑  クロスネット局ではあるが、フルネット局と同様にほぼ全ての時間帯を同時ネットで放送する。
2. ↑  クロスネット局のため、日曜日の夕方に一時中断する時間帯があるものの、大部分の時間帯を同時ネットで放送する。
3. ↑  クロスネット局のため、土曜日のプライムタイムは同時ネットせず、日曜日の朝と夕方にも一時中断する。
4. ↑  フジテレビ系フルネット局であり、フジ系のネットワークセールス枠の間隙を縫って放送するような恰好になっている。このため、近年同時ネットするのは日曜日の未明・朝・昼の一部時間帯に限られている。オープニングやエンディングも同時ネットせず、多くの時間帯は放送しない。

### 以前の参加局
| 放送地域 | 放送局           | 現在の系列     | 参加期間                           |
| -------- | ---------------- | -------------- | ---------------------------------- |
| 新潟県   | 新潟総合テレビ   | フジテレビ系列 | 第1回（1978年） - 第3回（1980年）  |
| 静岡県   | 静岡県民放送     | テレビ朝日系列 | 第1回（1978年）                    |
| 長崎県   | 長崎放送         | TBS系列        | 第1回（1978年） - 第6回（1983年）  |
| 長崎県   | テレビ長崎       | フジテレビ系列 | 第1回（1978年） - 第13回（1990年） |
| 熊本県   | テレビ熊本       | フジテレビ系列 | 第2回（1979年） - 第4回（1981年）  |
| 鹿児島県 | 鹿児島テレビ放送 | フジテレビ系列 | 第1回（1978年） - 第16回（1993年） |

### ネット状況
| 放送時間          | パート名                  | 番組表上の編成            | ネット状況 | 備考                                                                                      |
| ----------------- | ------------------------- | ------------------------- | ---------- | ----------------------------------------------------------------------------------------- |
| 18:30 - 21:20頃   | PART1                     | PART1                     | 全国ネット | UMKは19:00に飛び降り。 OTVは非ネット。                                                    |
| 21:20頃 - 23:20頃 | ドラマスペシャル          | PART1                     | 全国ネット | UMKとOTVは後日遅れネット。                                                                |
| 23:20頃 - 翌2:20  | PART2                     | PART1                     | 全国ネット | UMKは『土曜プレミアム』終了後に飛び乗り。 OTVは非ネット。                                 |
| 2:20 - 5:00       | PART3                     | PART2                     | 全国ネット | OTVはこのパートの途中から飛び乗り。 開始5分前から「沖縄地区オープニング」として開始する。 |
| 5:00 - 6:18       | PART4                     | PART3                     | 全国ネット | OTVは6:00に、UMKはこのパート終了をもって飛び降り。                                        |
| 6:18 - 6:30       | 『NNNニュースサンデー』   | 『NNNニュースサンデー』   | 全国ネット | UMK・OTVは非ネット。                                                                      |
| 6:30 - 8:45頃     | PART5                     | PART4                     | 全国ネット | UMKは7:30に飛び乗り。                                                                     |
| 8:45頃 - 9:45頃   | PART5                     | PART4                     | ローカル枠 | 一部の地方局は独自の企画を放送する。 日本テレビの内容をそのままネットする局が多い。       |
| 9:45頃 - 11:14    | PART5                     | PART4                     | 全国ネット | OTVはここから飛び乗り、このパート終了をもって飛び降り。                                   |
| 11:14 - 11:24     | 『NNNストレイトニュース』 | 『NNNストレイトニュース』 | 全国ネット | TOS・UMK・OTVは非ネット。                                                                 |
| 11:24 - 12:24     | PART6                     | PART5                     | ローカル枠 | ほぼ全ての地方局が独自の企画を放送する。 日本テレビの内容をそのままネットする局もある。   |
| 12:24 - 16:54     | PART7                     | PART6                     | 全国ネット | OTVはここから飛び乗り、このパート終了をもって飛び降り。                                   |
| 16:54 - 16:59     | 『NNNニュース』           | 『NNNニュース』           | 全国ネット | 『真相報道 バンキシャ!』の代替。 TOS・UMK・OTVは非ネット。                                |
| 16:59 - 17:23     | PART8                     | PART7                     | ローカル枠 | 多くの地方局は独自の企画を放送する。 日本テレビの内容をそのままネットする局もある。       |
| 17:23 - 19:00     | PART9                     | PART7                     | 全国ネット | TOS・UMK・OTVは非ネット。                                                                 |
| 19:00 - 20:54     | PART10                    | PART7                     | 全国ネット | TOS・UMKはここから飛び乗り。 OTVは翌日未明に遅れネット。                                  |

## 歴史
本番組がスタートする前年（1977年）に行われた開局25周年記念番組の社内コンペにおいて、当時『11PM』のスタッフだった都築忠彦が同番組にて放送されていた「巨泉の考えるシリーズ・世界の福祉特集」を下敷きとした企画を日本テレビに提案したところ採用された。なお、アメリカのラスベガスで毎年開催されていたチャリティーテレソン『レイバー・デイ・テレソン』を参考にしたという指摘もあり、当時同局制作局長の井原高忠も自身の著書においてそう主張しているが、都築は『レイバー・デイ・テレソン』は特定の病気（筋ジストロフィー）のための募金集めであり、趣旨が異なることや（指摘されるまで）該当の番組を全く見ていなかったとして、それらの指摘を否定している。
- 1990年代前半頃までは、民放の少ない地域やクロスネット局が多く、他系列（テレビ朝日系列・TBS系列・フジテレビ系列）の番組を放送するため、地域によっては中断が頻繁にあった。TBS系列のなかった地域（秋田放送・山形放送・北日本放送・福井放送・四国放送・南海放送）は『家族そろって歌合戦』→『熱戦!歌謡ダービー』『関口宏のサンデーモーニング』『地球ZIGZAG』（いずれも南海放送のみ）『兼高かおる世界の旅』（福井放送を除く）『料理天国』『オーケストラがやって来た』（いずれも北日本放送を除く）『ミームいろいろ夢の旅』（北日本放送・四国放送を除く）『ロッテ歌のアルバム』（1978年・1979年のみ）『時事放談』『日曜放談』『東芝日曜劇場』などを放送していた。山形放送（1990年から）・北日本放送（1991年から）・南海放送（1993年は『地球ZIGZAG』を放送、1994年から）はTBS系列の新局（テレビユー山形・チューリップテレビ・あいテレビ）開局後は中断番組が解消された。福井放送ではこれに加え、日曜のテレビ朝日系列『サンデープロジェクト』昼の『FBC・ANNニュース』（『ANNニュースライナー』→『ANNニュース』）『朝日新聞テレビ夕刊』（『ANNニュースレーダー』)『スポーツレーダー』→『ANNニュース&スポーツ』（日曜夕方は1990年まで）などを放送するため、中断時間が長かった。クロスネット時代の青森放送・山形放送・テレビ信州なども『土曜ワイド劇場』や日曜日中のテレビ朝日系列番組で中断が頻繁にあった。テレビ朝日系列の無い地域で全国高校野球選手権大会の決勝戦と当番組の放送が重複した場合、中継の放送を優先した。
- 第1回（1978年） - 『日本テレビ開局25年記念番組・テレビ25年スーパースペシャル・24時間テレビ 愛は地球を救う』[23]としてスタートした。
  - 放送時間は土曜日20:00 - 日曜日20:00の24時間。
  - 当時の民放番組のスポンサー体制は一社提供が主流であり、複数社が提供を行う形とした本番組の仕組みにスポンサーが難色を示していたことに加え、週末のゴールデンタイムの番組が固定されていた関係で、局内からも本番組の放送には反対の声が多かった。そのため1回限りの予定で放送されたが、募金額が予想以上に多かったこともあり、エンディングにフィナーレ会場の代々木公園へ顔を出して系列局・スポンサー・代理店・募金をしてくれた視聴者に感謝を述べた当時日本テレビ社長の小林與三次が、萩本欽一の「また来年もやってくれと言ってますよ」という問い掛けに対して「ご支持いただくなら何度でもやります!」と宣言し、その意向で翌年以降も開催することが決定した[24][25]。
  - エンディングでは番組キャスターの大橋巨泉が「（募金額の）99％が1円玉、5円玉、10円玉だと思うんですね。金額は少なくとも量は。ということは、決して豊かでない人たちが僕たちの企画に賛成してくれて、募金してくれたと思うんです。僕が言いたいのは、福田（赳夫）総理大臣を始め、政府の方、全政治家の方に、本来はあなた方がやることだと思うんです。ですから、福祉国家を目指して良い政治をして頂きたいと思います」と時の政権に訴えかけ[25]、募金のために代々木に集まった観衆にも「お金を寄付したから終わりではなく、一番大事なのは意識。強い者が弱い者を蹴飛ばすのではなく、弱い人たちと一緒に行く。そういう意識が大事だと思うんです」と話した。
  - 募金総額は同年11月2日の『木曜スペシャル』にて「みなさんありがとう!こんなに集まりました。きっと誰かが幸せになれます。24時間テレビ ありがとう番組」のタイトルで放送された報告番組にて発表された[26]。
  - 後年の徳光と都築の証言によれば、先述通り、あくまで日本テレビの開局25周年により1回限りの番組の予定であった。都築が巨泉にキャスターをオファーしたのは『11PM』での進行を含めてのことである。一方でチャリティーパーソナリティーには、チャリティー番組としての“顔”としてすでに『ラジオ・チャリティー・ミュージックソン』（ニッポン放送[注 39]）で実績のあった萩本を抜擢。徳光の当時の役割は何等かのハプニングやトラブルの際の局員としてのフォローであった。放送終了後、なかなか帰らない観衆を萩本は何度もなだめたものの、一向に帰らないどころかかえって盛り上げてしまう結果となり、これ以上萩本をステージ上に置くのは危険と判断し退場させた。かわって徳光が登場し、小林與三次を呼び出して締めてもらおうとするも、社長コールが起こってしまい、結果前述の発言につながることとなった。ところが1回きりと思っていた都築は頭を抱え、日本テレビ社内ではかなり問題になったという。
- 第2回（1979年） - テレビ熊本が熊本県での放送を開始した。静岡県での放送が静岡けんみんテレビ（現：静岡朝日テレビ）から静岡第一テレビに移行した。西日本放送の放送エリア拡大に伴い、岡山県での放送を開始した。番組開始時刻を19:00、番組終了時刻を19:30にそれぞれ繰り上げた。
- 第3回（1980年） - メイン会場として初めて日本武道館が使用された。徳光和夫が初めて総合司会を務めた。
- 第4回（1981年） - テレビ信州が長野県での放送を開始した。新潟県での放送が新潟総合テレビ（現：NST新潟総合テレビ）からテレビ新潟に移行した。
- 第5回（1982年） - 熊本県での放送がテレビ熊本からくまもと県民テレビに移行した。
- 第6回（1983年） - 「日本テレビ開局30年記念番組」として放送された。
  - 萩本欽一が全国のメイン会場などを回り、募金活動をする「ふれ愛の旅」がスタートした。
- 第7回（1984年） - 前年まで長崎放送とテレビ長崎での相互放送であった長崎県での放送がテレビ長崎に一本化された。
- 第8回（1985年） - 番組開始時刻を17:30に繰り上げ、番組終了時刻を20:00に繰り下げた。これによって、土曜日も夕方のニュースが内包されるようになった。萩本はこの年休養していたが、この年も本番組のみ出演していた。
- 第9回（1986年） - 番組終了時刻を18:30に繰り上げた。
- 第10回（1987年） - 「第10回記念番組」として放送された。番組開始時刻を19:00、番組終了時刻を20:00にそれぞれ繰り下げた。この年と第11回（1988年）は、番組と並行して昭和記念公園でチャリティーコンサートが行われた。
- 第11回（1988年） - 「日本テレビ開局35年記念番組」として放送された。番組開始時刻を17:00、番組終了時刻を19:00にそれぞれ繰り上げた。
  - この年から現在も続く「チャリティー笑点」がスタートした。また、この年にオープニングCGやステージモニターで使用した地球のCG映像は第29回（2006年）まで長らく使われることとなり、第26回（2003年）以後もステージモニターではデザインを踏襲したものが使われている。
- 第12回（1989年） - 番組開始時刻を12:00に繰り上げ（日本テレビと一部地域のみ）、放送時間が31時間となる。「グランドプロローグショー」は17:00から（この時間から開始する地域もあった）。この年の放送終了時の時点で、第1回（1978年）からの募金総額が100億円を突破した。
  - また、第1回（1978年）から12回にわたりレギュラー出演してきた萩本欽一の「ふれ愛の旅」が終了し、レギュラー出演もこの年を最後に無くなる[注 40]。
- 第13回（1990年） - テレビ金沢の開局により、石川県での放送を開始した。これにより、全都道府県でのネット体制が確立した。
  - この年から提供クレジットを全面表示から画面下部表示に変更。
- 第14回（1991年） - 日本武道館の改修工事と、1991年世界陸上競技選手権大会の日テレ系独占放送[注 41]などの事情から、放送が7月末に繰り上がり、この年春に丸の内から移転した東京都庁舎の都民広場がメイン会場として使用され、新宿アルタ前の新宿ステーションスクエアでも募金受付を実施した。
  - しかし、番組内容のマンネリ化が進んだことで視聴率が低迷し、責任を取る形で都築が同年を最後に番組から降板した。また、番組開始以来多数の番組挿入曲（LOVE SAVES THE EARTHなど）を提供し、音楽監督として参加してきた大野雄二も同年限りで番組から降板している。なお、同年の平均視聴率は6.6%（ビデオリサーチ調べ、関東地区・世帯・リアルタイム）で、過去最低を記録している。
  - またこの年、長崎県での放送がテレビ長崎から長崎国際テレビに移行し、番組開始時刻を14:00に繰り下げた。
  - この年から提供クレジットに現在も続いているアニメーションが付くが、「このコーナーは…」で始まる提供読みはこの回で最後となる。
- 第15回（1992年） - 番組の「テコ入れ」と以下のリニューアルを実施し、番組のエンターテインメント化を打ち出した。この改革は『クイズ世界はSHOW by ショーバイ!!』や『マジカル頭脳パワー!!』を手掛けた「日本テレビクイズプロジェクト」のメンバー（日本テレビの制作スタッフである小杉善信・渡辺弘・吉川圭三・五味一男と、番組制作会社ハウフルスの社長・菅原正豊）によるもので5人はこの回の総合演出・プロデューサー・ディレクターとして携わった。改革自体は「クイズプロジェクトの成果・集大成」とされている[27]。
  - 前年までは各コーナー毎に放送時間をはっきりと区切っていた[注 42]番組全体を1つのプログラムとして作られるようになり、タイムテーブル上のパート編成を開始した。これは、「クイズプロジェクト」のメンバーたちが何度となくブレーンストーミングを行った結論で、本番組がいつしか「それぞれのクオリティを重視するあまり、ドキュメンタリー・アニメ・バラエティなど12本にぶつ切りされた2時間番組を繋げていた」[注 43]という状態になっていたため、「24時間を1つの生放送のイベント番組」という原点に返ろうと考えたためである[28]。
  - 「悲惨な現状を確認することも大事だが、今年は楽しみながら感動し、参加できるチャリティーを目指す」とし、従来のドラマやドキュメンタリーなどチャリティー色の強いものから、歌と音楽をテーマにしたシンプルな物に改められ、タイトルも「愛の歌声は地球を救う」に設定された。これは菅原の「武道館をカラオケの殿堂にしよう」という発案で生まれた企画である。ただし、この回では事前にオファーしたゲストが歌を披露する現在の形式ではなく、武道館に集まった出演者たちが事前にアンケートで募った新旧の歌謡曲・J-POPからなる「思い出の歌99曲」（100曲目として、後述する「愛の歌（後の「サライ」）」が入る）を歌う「有名人歌声チャリティー」という形式であった。これは司会・パーソナリティなど前もって決められた出演者だけではなく、その出演者たちが生放送中に交友のある著名人に電話を繋いで突然呼び出し、それに応じやってきた著名人も歌い、さらにその著名人が交友のある別の著名人へ電話を繋いでいくシステム。歌う曲はその時にならないと分からず、普段カメラの前で歌うことがない有名人までもが歌声を披露するという生放送ならではのハプニング性のある企画であった[29][30]。
  - チャリティーマラソン（後述）がスタートした。これは小杉が上記『マジカル』や『いつみても波瀾万丈』など当時の日本テレビの人気番組にレギュラー出演していたことから間寛平が欠かせないと考え、当時の寛平のマネージャーに話を持ち掛けたところ、マネージャー側から「24時間、うちの寛平を走らせたら」と提案されたことに始まる[31]。
  - 上述した思い出の歌の100曲目および新たな番組テーマソングとして、番組放送時間内で「愛の歌（タイトル決定までの仮称）」を製作し、「サライ」と名付けられた。前年まで大野が作曲し使用されてきた、従来の番組挿入曲・テーマ曲がほぼ使用されなくなった[注 44]。
  - 番組開始時刻を19:00、番組終了時刻を20:00にそれぞれ繰り下げた。土曜夕方のニュース枠も、この年以降は単独番組として放送している。
  - 提供クレジットから提供読みが廃止され、代わりに提供社名の上下に「この放送は（ここからは・ここまでは・ひきつづき）」「の提供でお送りします（しました）」という文言が付く（第42回（2019年）まで）。
  - 「歌」をテーマに設定したことから、音符をモチーフにした公式キャラクター「おたまジャクソン」が導入された。提供クレジットの際にもこの「おたまジャクソン」が登場し、日本テレビの各バラエティ番組にもセットにぬいぐるみが置かれる等の番宣を行った。第16回（1993年）には「おたまジャネット」も追加されたが、両キャラクターはこの2回限りで、以降は一切使われていない。
  - これらの企画が功を奏し、視聴率は17.2％と前年の最低記録から一転して当時としては歴代最高の記録を、瞬間最高視聴率も37.7%（共にビデオリサーチ調べ、関東地区・世帯・リアルタイム）を打ち出した[32]。
  - 第1回（1978年）から放送されていた読売テレビ制作担当のコーナーは、この年を最後に放送されていない。このコーナーではこれまで大阪城公園や大阪城ホールから、途中武道館などと中継を結びながらの「ひろがれ愛の輪 熱唱コンサート」などを放送してきたが、最後となったこの回は「全日本有線放送大賞」（現在のベストヒット歌謡祭）の過去のグランプリ受賞者などを迎えたコンサートが行われた。
- 第16回（1993年） - 「日本テレビ開局40年記念番組」として放送され、タイトルも前年に引き続き「愛の歌声は地球を救う」として設定された。この回は前回の要素に加えて「ご対面」企画も軸に放送された。なお、この回は2年ぶりに世界陸上（ドイツ・シュツットガルトで開催）の開催期間と当番組の放送がバッティングしていたが、この時は深夜帯に競技中継を内包することで対応した。
- 第17回（1994年） - この回に限り、番組開始時刻を18:00に繰り上げた。鹿児島県での放送が鹿児島テレビ放送から鹿児島讀賣テレビに移行した。これにより、現在のネット局体制が確立した。なお、この回は夜にJリーグ中継が挿入された。
- 第20回（1997年） - 番組終了時刻を19:56に繰り上げた[注 45]。
- 第21回（1998年） - 「日本テレビ開局45年記念番組」として放送された。
- 第22回（1999年） - この年のみ番組開始時刻を18:00、終了時刻を19:30に繰り上げた。
  - 同年2月、ネット局である静岡第一テレビによる「CM未放送問題」が発覚し、民放連からの除名処分、日本テレビネットワーク協議会からの無期限会員資格停止処分を受け、同年の番組制作の参加が不可能となる事態となる。これに伴い静岡第一テレビは同局舎前で例年開催されていた番組の募金イベントを自粛した他、街頭募金も大幅に規模を縮小、ローカル枠の番組制作も取り止め、日本テレビからの映像を中継するのみとなった。詳細は「24時間テレビ 愛は地球を救う22」を参照。
- 第24回（2001年） - 番組開始時刻を18:30に繰り上げた。徳光が同年6月に急性心筋梗塞の手術を受けたため、体調を考慮して土曜日深夜から日曜日昼まではみのもんたが総合司会を代行した。
- 第25回（2002年） - 番組終了時刻を20:54に繰り下げた。以降の放送時間は一部の回を除き、土曜日18:30 - 日曜日20:54の約26時間半となっている。
- 第26回（2003年） - 「日本テレビ開局50年記念番組」として放送された。この年はパーソナリティを務めたTOKIOが出演する『ザ!鉄腕!DASH!!』とのコラボとして福島DASH村[注 46]から初めて生中継する試みも取り入れられた。
  - 『1億人の大質問!?笑ってコラえて!』の人気コーナー「日本列島ダーツの旅」の特別版である『日本列島ダーツの旅的全国1億人インタビュー』がスタート。
- 第27回（2004年） - アテネオリンピックを中継する影響で土曜日19:30 - 日曜日21:24に放送される予定だったが、野球中継が延長したことやチャリティーマラソンのゴール時刻が遅れたことから、土曜日19:45 - 日曜日21:34に放送された。
  - この年から東名阪エリアにおいて地上デジタル放送での放送が開始され、武道館の映像のみこの年からハイビジョン撮影になる。放送時はアナログ・デジタル共にサイドカットされ、日本テレビ・中京テレビ・読売テレビのデジタル放送は、左右を黄色（英文ロゴが並べられており、右下にはシンボルマークを配置）のサイドパネルで対応した。収録映像自体はサイドカットされずハイビジョンサイズで保存されている。
- 第28回（2005年） - 平均視聴率が過去最高の19.0%（ビデオリサーチ調べ、関東地区・世帯・リアルタイム）を記録した。
  - この年からIYグループが協賛から撤退し、替わってイオングループが参入した。
  - チャリティーマラソンの距離数テロップが現在の仕様に更新される。
- 第29回（2006年） - 本格的なハイビジョン制作を開始。地上デジタル放送ではこの年からサイドカットせずに画面アスペクト比16:9で放送。なお、VTR映像やネット局など一部の中継は後年までに順次整備された。『天才・たけしの元気が出るテレビ!!』の人気企画だった「高校生ダンス甲子園」が復活した。
- 第30回（2007年） - 新テーマソング「勇気のカタチ 〜私を変えてくれたあなたへ〜」が誕生した（翌年以降は使用されていない）。グランドフィナーレ中の20:52には、歴代最高となる瞬間最高視聴率43.9%を記録した（ビデオリサーチ調べ、関東地区・世帯・リアルタイム）[33]。この回はATP賞の特別賞を受賞し、10月23日に行われた授賞式には萩本欽一と徳光和夫が参加した。
- 第31回（2008年） - 「日本テレビ開局55年記念番組」として放送された。
- 第32回（2009年） - この回に限り、番組終了時刻を21:00に繰り下げ、日本武道館に代わり、東京ビッグサイトがメイン会場として使用された。日曜日が第45回衆議院議員総選挙の投開票日と重なったため、本番組終了直後の21:00からは『ZERO×選挙2009』を放送した[注 47]。PART10を例年とは異なり、19:59で打ち切ったうえで、投票締め切り1分前の19:59から20:05までの6分間は本番組を中断して『ZERO×選挙2009』のスタジオから出口調査の速報を報じた。再開後の最終パートであるPART11（20:05 - 21:00）ではL字型画面やテロップで当落情報を随時伝えた。選挙特別番組との兼ね合いからメイン会場を変更したりローカル枠を縮小する地方局も多かった。
  - なお、この回からオープニングで用いられるタイトルCGの基本的なCGやエフェクトは第46回（2023年）まで長らく変わらずに使われている。
- 第34回（2011年） - 前年まで長らく総合司会を務めてきた徳光がチャリティーランナーに起用されたため、総合司会には羽鳥慎一が起用された（これ以降も総合司会は羽鳥が務めている）。
  - この年は東日本大震災に伴ってチャリティー募金の受付開始時期を繰り上げたこともあり、第1回（1978年）以降上回ることがなかった年間募金総額が歴代最高を記録した[34][注 48]。
- 第35回（2012年） - この回に限り、番組終了時刻を21:09に繰り下げた。
- 第36回（2013年） - 「日本テレビ開局60年記念番組」として放送された。
- 第37回（2014年） - グランドフィナーレにあたるPART10（日曜日19:00 - 20:54）の平均視聴率が歴代最高となる31.5%を記録した（ビデオリサーチ調べ、関東地区・世帯・リアルタイム）。
- 第41回（2018年） - 「日本テレビ開局65年記念番組」として放送された。
  - 長らく行っていたFAXによる応援メッセージの投稿募集を廃止し、Twitterとインスタグラムからの投稿のみに限定した。名称も『応援イラスト』と変更し、FAXと同様にイラストとメッセージを添えて送る形式となっている。
- 第42回（2019年） - 2019年世界柔道選手権大会の開催と2020年東京オリンピック・パラリンピックに向けた改修工事で日本武道館が使用できないため、メイン会場を両国国技館に移して行われ、翌年以降も両国国技館で行われている[35]。
  - この年の「チャリティーマラソン」は「チャリティー駅伝」として行い、24時間チャリティー駅伝の第3区間走者として水卜麻美が選ばれた。現役の局アナおよび番組の総合司会が走るのは史上初となった[36][注 49]。水卜は準備のため深夜企画から席を外し、日曜日の早朝企画から「チャリティー笑点」開始までは代役を立てずに羽鳥が1人で進行した。
- 第43回（2020年） - この年から第45回（2022年）までは新型コロナウイルスの拡大が番組にも大きく影響した。
  - この回は「チャリティー笑点」のパートを除き無観客での放送となった。ソーシャルディスタンス確保のため、会場にはMC席とメインステージ・企画セットに加えてパフォーマンス用のサブステージが設けられた。さらに例年行われていたチャリティーマラソンやチャレンジ企画中継、メイン会場入口からのゲスト紹介は第44回（2021年）まで中止となり、代わりに日本テレビ系列で放送しているニュース・情報・バラエティ番組とのコラボ企画やその番組の制作班担当のVTRが多数放送され、深夜企画も全編事前収録に変更された。なお、この回は放送回数のカウントである第43回に変わりはないが、放送上は「新しい日常での第1回」と銘打っていた。
  - 募金活動に関しても非公開となるためメイン会場に入場してボランティアや出演者に募金を受け渡す方式はこの回から第46回（2023年）まで一時廃止された（同様にゲストの募金持ち込みも第44回（2021年）までなくなっていた）。募金に関しては会場などに行かなくても募金できるメリットがあるキャッシュレス方式が呼びかけられたが、従来の銀行振り込みやイオンなど協賛企業・系列各局の本社などでは現金の受付も行っている。
  - 日本テレビにおける日産自動車グローバル本社ギャラリー[注 50]をはじめ、系列各局でも例年行っていた大規模なチャリティーイベント・長時間ローカル枠の公開放送などを取りやめ、協賛店舗などでの募金活動のみへ縮小・ローカル枠自体も一部地域は自局のスタジオから非公開での放送、局によっては最小限にミニローカル枠のみへ縮小して、それ以外は全編日本テレビからのネットに切り替えた。
  - 放送を決行することになった理由を、リニューアルを行った第15回（1992年）のプロデューサーであり上記の「クイズプロジェクト」を経て日本テレビの社長となっていた小杉善信が放送前の7月、定例記者会見で「かねてからどんな形であろうとやると宣言しておりました。コロナの状況にあった、感染につながらない形で今回の24時間テレビをやるというのは変わりありません。番組の社会的意義。一度休止等すると、24時間テレビの援助、電動車いすやリフト付きバスなどが届かなくなる。毎年、待っていらっしゃる届け先に届けられなくなるということで、その使命を果たさなければということで、24時間テレビの精神をこの番組で伝え、視聴者の皆様に寄付を頂き、それをしっかりと一円残らず届けるということをまず実現するのが放送局としての使命であり、24時間テレビのもつ意味であると思っております」と説明した[37]。
  - この回から提供クレジットの文言が無くなり、番組ロゴとチャリTシャツのCG（それ以前からあったが、左下からスポンサー名の上に変更された）とスポンサー名のロゴのみになった。
  - チャリティーマラソンとしては中止になっているため、今回は応援メッセージの募集が廃止された。
  - 国技館から放送する時間帯のみ、1階マス席上部にMC席を見渡す形で特設されたブースから、日本テレビの公式YouTubeアカウント、日本テレビが関与している動画配信サービス「hulu」、民放の番組配信サービス「TVer」での生配信企画「スペシャル募金ルーム」が行われた。こちらは指原莉乃、チョコレートプラネット、フワちゃん（4人とも両日にわたり）、近藤春菜（23日の朝まで）、松丸亮吾（23日の昼から）が司会を務め、国技館からの地上波向け放送にもほぼ全編にわたって出演した。
- 第44回（2021年） - 前年に引き続き両国国技館から無観客で放送され、メイン会場でボランティアや出演者に募金を受け渡す方式はなく募金に関してはキャッシュレス方式が呼びかけられたが、従来の銀行振り込みやイオンなど協賛企業・系列各局の本社などでは現金の受付も行っていた。
  - 前年と同様に系列各局でのチャリティーイベント・ローカル枠は規模を縮小するなどの対策がなされた。ただし、前年中止の日産自動車グローバル本社ギャラリーでのイベントは生配信形式で2年ぶりに復活した。
  - 「想い」をテーマに設定したことから、髙橋海人・水野学考案の狼をモチーフにしたキャラクター「おもウルフ」が導入された[38][39]。
  - MISIA・さだまさしが手がける新チャリティーソング「歌を歌おう（24時間テレビver.）」が誕生した[40][41]。
  - この回から提供クレジットはスポンサーロゴの表示が白色の枠付き・全社カラー表示に変更された（この回のみチャリTシャツCGの代わりに「おもウルフ」が登場）。
- 第45回（2022年） - 3年ぶりに有観客形式での生放送に戻る。
  - 前年と同様に系列各局でのチャリティーイベント・ローカル枠は規模を縮小するなどの対策がなされたが、前年と異なり一部系列局は3年ぶりに復活した所もあった。
  - 第43回（2020年）から新型コロナウイルスの影響で中止されていたメイン会場入口からのゲスト紹介やチャリティーマラソン、中継でのチャレンジ企画なども3年ぶりに復活した。
- 第46回（2023年） - 「日本テレビ開局70年記念番組」として放送された。
  - 両国国技館への募金持ち込みのための入場が再び可能となったが、以前の会場内での募金の受け渡しは場外に長蛇の列が出来ること、加えて近年の気温上昇による酷暑などにより列の中で熱中症となる危険性も高くなるため行わない形をとり、代替として国技館の館外に寄付金を預ける「募金ブース」（出演者への受け渡しはこの回まで一切行われなかった）、チャリTシャツ・チャリティーグッズの物販コーナー「チャリティーグッズブース」や福祉車両の展示などを行う「チャリティー広場」を新設した[42]。
  - 殆どの系列各局でもチャリティーイベントはコロナ禍以前となる（第42回（2019年））4年ぶりの形式に戻す事となり、日産グローバル本社ギャラリーでのイベントも有観客形式（配信も継続）に戻された[43]。しかし、ローカル枠は予算等の事情から引き続き規模を縮小する局も多かった。
  - 番組本編としては初となるTVerでのリアルタイム配信を行う。ただし、同時配信は1日目のオープニングからドラマスペシャル終了までと2日目の「チャリティー笑点」から番組終了まで及び『行列のできる相談所』のみとなった[42]。また、配信対象外の時間帯の一部コーナーを含めてTVer並びにHuluなどにて見逃し配信を行う[42][44]。
  - この年の11月に鳥取・島根県エリアの参加局である日本海テレビの幹部局員が長期にわたって募金を着服していた事件が発覚する（後述）[45]。
- 第47回（2024年） - この回は前述の着服事件が番組にも影響した。
  - 放送日が同年8月31日・9月1日になったため、『24時間テレビ』としては最も遅い開催となり、かつ9月開催も史上初だった[46]。本来は4月〜5月中にはメインパーソナリティ等が発表されるが、前年の寄付金の着服問題やメインパーソナリティなども決まっていないことから例年とは異なる形で発表された[47][48]。
  - この回は番組開始当初から使われてきた「愛は地球を救う」というテーマを初めて変更する形となり、「愛は地球を救うのか?」になった[49]。
  - 総合司会には上田晋也が加わり、羽鳥・水卜との3人体制で進行を行ったため、従来のパーソナリティーについては第26回（2003年）以来21年ぶりに設けなかった[50]。
  - 前回まで行われなかったメイン会場に入場しボランティアや出演者に募金を受け渡す方式が第42回（2019年）以来5年ぶりに復活した[51]。

## 各回の放送概要
各回の平均視聴率はビデオリサーチ調べ、関東地区・世帯・リアルタイム（ただし『24時間テレビ』枠外となる、ニュース等の一時中断番組を含めた数字）。

## 現在行われているコーナー

### 直前生放送スペシャル・他番組とのクロストーク
日本テレビと一部の系列局で放送当日の昼に60分 - 90分の枠で放送され、本編の内容予告や総合司会・パーソナリティーへのインタビュー、チャリティーランナーの現状報告・走行距離の発表、チャレンジ企画先との中継などが行われる。
第2回（1979年）に『始まるまで待てない!24時間テレビ超特大予告編!!』のタイトルで開始。第16回（1993年） - 第28回（2005年）は『TVおじゃマンボウ』、第29回（2006年） - 第31回（2008年）は『ラジかるッ』の特別版として中山秀征をMCに日本テレビのスタジオから生放送された。
第32回（2009年）以降はベースとする番組は無く、メイン会場から独自の内容で放送されている。第33回（2010年） - 第42回（2019年）はビビる大木がMCを担当した。第43回（2020年）からは中岡創一（ロッチ）がMCを担当している。第46回（2023年）は中岡が『イッテQ!遠泳部』の企画で滋賀県に滞在していたため、徳島えりかとチャリティーパーソナリティの芦田愛菜・小泉孝太郎の3人で担当、第47回（2024年）は徳光和夫・永尾柚乃・長嶋一茂・石川みなみの4人で担当した。
系列局の中には、独自にローカル枠の事前番組を放送する局もある。また日本テレビのみ『news every.サタデー』の中でも再度パーソナリティとのクロストークによる中継が入るほか、通常編成では24時間テレビの開始時間である18:30に放送している『満天☆青空レストラン』は18:00から放送し、番組内ではゲストとしてメインパーソナリティのいずれかが登場、エンディングは生放送となり、メインパーソナリティと番組MCの宮川大輔が出演している。同番組の終了後に引き続き総合司会やメインパーソナリティにより、生放送のクロスプログラムが放送される。

### オープニング
各回のメインテーマに基づくメッセージ性のあるVTRやメインパーソナリティーによる生ライブから番組はスタートし、オープニングジングルと同時に番組タイトルとメインテーマが表示される。
その後、メインパーソナリティーが挨拶し、チャリティーパーソナリティー・番組パーソナリティー・総合司会・サポーターが紹介される。続いて、スタート直前のチャリティーマラソンなど各企画先との中継やこの後の番組内容の予告、募金方法の説明、応援ツイートの募集、基幹局やチャリティーイベント会場とのリレー中継などが行われる。
第14回（1991年）までは、このコーナーの枠を『グランド・プロローグショー』と銘打っていた。

### ローカル編成枠

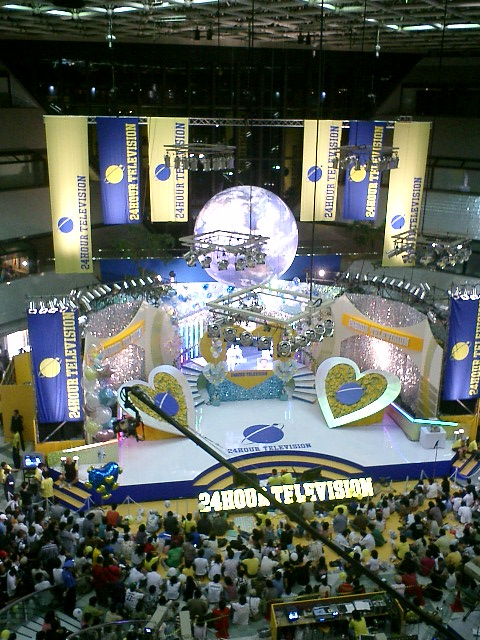
ステージイベント会場
（大阪市・ツイン21 2005年）

#### ミニローカル枠
2分間 - 3分間のミニローカル枠が番組内で15回程度（オープニング直後から「チャリティー笑点」の前まで）設けられている。総合司会やパーソナリティーが「続いてはこちらです」または「こちらをどうぞ」とコメントした後、日本テレビ以外の各局では独自の内容（各局のメイン募金会場からの中継が多い）に切り替わる。
この間、日本テレビではこの後の放送内容の予告や「日本列島ダーツの旅的全国1億人インタビュー」などのミニコーナー、募金方法・募金受付店舗や各銀行のテロップ、募金方法やチャリティーグッズをパーソナリティが紹介するスポット、協賛企業（後述）の各本社・関連施設（イオンスタイル天王町など）などで、募金活動紹介のVTRなどを放送する。ローカル各局では、各地域の募金・イベントに関する呼びかけや長時間ローカル枠の予告、募金受付会場・福祉車両・チャリティーイベントの様子などを紹介する。局によっては募金方法・募金受付店舗の部分のみテロップを差し替えて日本テレビと同じ映像を放送する局、ミニローカル枠を早めに終わらせて日本テレビ分の後半VTR部分のみネットする局もある。
それが終わると東京のメイン会場に画面が切り替わり、総合司会やパーソナリティーにより「皆様のご協力、お待ちしております」という挨拶が行われる。
第14回（1991年）まではミニローカル枠を「チャリティーのお知らせ」と称しており、各コーナー終了時などに放送されていた。地方局への合図として開始時に日本テレビで静止画によるアイキャッチが表示されてから各局に切り替えていた。終了時はその逆で、日本テレビに切り替えて終了のアイキャッチを表示していた。当時の日本テレビでは、武道館のMC席からアナウンサーや総合司会が「それでは日本テレビをご覧の皆様にお知らせします」と前置きし、画面上ではフリップを見せながら募金方法を読み上げていた。

#### 長時間ローカル枠
日曜日には、各局が独自の企画を放送する長時間のローカル枠が設けられている。朝は8:44頃 - 9:44頃（放送回によって多少前後する）、昼は『NNNストレイトニュース』後の11:24 - 12:24、夕方は『NNNニュース』（『真相報道 バンキシャ!』の代替）後の16:59 - 17:23に編成される。
長時間ローカル枠を行使して独自に放送するかどうかは各局の任意となっている。朝のローカル枠を行使して放送する局は少なく、日本テレビからの内容をそのまま放送する局が多い一方、沖縄テレビはネット可能な時間の関係上、ローカル枠を行使できるのがこの枠のみのため必ずこの時間にローカル企画を放送する。昼・夕方のローカル枠はほとんどの局が独自に放送する。
これ以外の時間帯でも独自に差し替えて放送する局もあれば、反対にこれらの時間帯も差し替えを実施せず、日本テレビからの内容をそのまま放送する局もある。
長時間ローカル枠の時間帯に日本テレビで放送された内容を、本放送の当日深夜以降に遅れ放送する局もある（特に昼のローカル枠。放送時間の関係で再編集・再構成することがあり、放送時間も局により異なる）。

### マラソン企画

#### チャリティーマラソン
第15回（1992年）の番組リニューアル以降、第43回（2020年）と第44回（2021年）を除いて毎年実施されている恒例企画。初代走者は間寛平だった。
土曜日の19時頃にスタートし、番組終了までにゴールとなるメイン会場を目指す。走行距離はランナーの年齢や体力などを考慮して決定されるが、100km前後であることが多い。平均時速にして歩く速さ（100km/24h=4.16km/h）程度であるため簡単なように思えるが、実際は夏の厳しい暑さという過酷な条件下で行われるため、万一の事態に備えて伴走者や休憩所の設営などサポート体制には万全を期している。実況・リポートは日本テレビアナウンサーが担当する。坂本雄次が基礎体力作りや練習から本番までサポートする。
初めて実施された第15回（1992年）は事前に出発地や武道館までの経路を公開したため、一目見ようと道路に人が殺到してしまい、さらには寛平の後方から車や自転車で追尾する心ない視聴者まで現れたため、近隣への迷惑や交通の妨げになるとして途中棄権となった。翌年以降は出発地やマラソン経路地は原則非公開となっているものの、有志による追跡班によりスタート地点や経路地の割り出しが行われている。
第28回（2005年）からは、ラジオ日本でマラソンの中継リポートを随時放送している。第29回（2006年）以降は日テレオンデマンドで独自映像を1時間に1回程度配信していた。
かつては番組中に寄せられた走者（パーソナリティーへのものも含まれる）に対しての激励のFAXメッセージをセットに貼り出していたほか、ゴールする際に走者が降りてくるタラップ式の階段（ゴールの際に武道館西側、MC席横に特設される）に貼ったりゴールテープの代わりとして使われていた。FAXの募集を廃止してからは別の用紙をゴールテープの代わりに使っている。
放送時間内にゴールできなかった場合は途中棄権扱いとせず（制限時間はもともと設定されていない）、放送時間を延長したり、放送終了後に特別番組を編成するなどして対応してきた。第28回（2005年）以降は一部の年を除き、直後に『行列のできる相談所』の生放送スペシャルが編成されており、ゴールが遅れた場合はその番組内で引き続きマラソンの様子を生中継して対応している。『行列』は日本武道館の剣道場に簡易的なセットを組んでの生放送となっており、ゴール直後のランナーや総合司会が生出演するのが恒例となっている。なお『行列』は2025年3月30日の放送を以て番組終了のため、今後のマラソン関連番組に関しては未定。
走者の決定から練習の様子、当日の舞台裏まで密着したドキュメンタリー番組が放送される。初期は特別番組『24時間テレビの舞台裏』を放送翌週の土曜または日曜の日中午後に放送。その後、放送翌日の月曜夜の放送となり『スーパーテレビ情報最前線』（2004年まで）→『アンテナ22』（2006年）→『夏ドキュ!』（2007年）内で扱っていたが、2005年及び2008年以降は特別番組『24時間マラソンの舞台裏』として月曜日の21時台または22時台に生放送されている。また、本番当日のダイジェストは月曜日の報道番組・情報番組の中でも放送される。
走者の決定に関しては、萩本欽一のように前年中に決まっていることもあれば、本番当日まで伏せられることもあるため、本番へ向けての練習期間も大きく異なる。但し、水卜のように事前に本人や同伴者に通告されている場合もある。また複数名選出の場合もあり、この場合は同時走行のケースもあればリレー駅伝方式もある。
走者の発表に関しては、その年のメインスタッフが担当している番組またはメインパーソナリティーやチャリティーランナーがレギュラー出演して番組内で行われることが多く、生放送で発表される場合もある。

#### 募金ラン・募金リレー
第43回（2020年）は新型コロナウイルスの影響によりチャリティーマラソンが企画開始以来初の中止となったが、代替企画として高橋尚子が発起人となり、公道を一直線に走るのではなく日産自動車追浜工場構内のテストコース「GRANDRIVE（グランドライブ）」を可能な限り周回し、1周5km走るたびに10万円を募金する『24時間募金ラン』を実施（感染対策のため、深夜帯は実施せず）することが、8月16日放送の『行列のできる法律相談所』緊急生放送スペシャルで発表された。高橋のほか、企画に賛同した著名人5名が参加した（賛同者は土屋太鳳、吉田沙保里、陣内貴美子、松本薫、野口みずき）。
第44回（2021年）も新型コロナウイルス感染症の影響により、2年連続で『チャリティーマラソン』も行わなかった。その代替として、東日本大震災から10年となることから『復興への想いを繋ぐ 募金リレー』を実施した。福島県にあるJヴィレッジにて、前年の『募金ラン』の形式を踏襲したトラックを周回する形式で10組11名がリレー形式で100kmの走破を目指した。

#### 出来事
- 第18回（1995年）は、同年1月17日に発生した阪神・淡路大震災で宝塚市の自宅を失った寛平が被災地の復興を願うため、神戸市内から日本武道館までの約600kmを1週間かけて走破した。寛平曰く「被災者のみんなに勇気を与えたかった」とのこと。昼間は体力を奪われるため、放送日前日までは基本的に夜間のみ走っていた。
- 第19回（1996年）は、たすきリレーマラソンの片方のルートの到着が遅れてしまい赤井英和のスタートが予定より大きく遅れた影響でゴールも遅れたため、放送時間を急遽15分延長した[注 83]。
- 第26回（2003年）は、山田花子が日本武道館まで残り4kmのところで放送が終了した。そのため、22時から10分間の特別番組を編成しゴールの模様を生中継した。その際、日本武道館の使用時間期限を過ぎていたため、玄関前でのゴールとなり、放送した各局から抗議の意見が及んでしまった。『おしゃれカンケイ』以降の番組は10分ずつ繰り下げた。以降、チャリティーランナーのゴールが遅れた場合は後番組の『行列のできる法律相談所』の内容を変更して生中継するようになった。
- 第27回（2004年）は、杉田かおるのゴールの影響で以降の番組を10分繰り下げた。クロスネット局のテレビ宮崎は深夜にアテネオリンピック中継・陸上決勝と女子レスリングのハイライト（テレビ朝日発）を控えたため、『NNNきょうの出来事』を短縮した。
- 第28回（2005年）は、丸山和也が『行列のできる法律相談所』に出演していた関係で、当日の『行列』は初めて日本武道館の道場から生放送を行った。レギュラー出演者に加え、ゴール直後の丸山も生出演した。この回の『行列』は関東地区で30.8%の視聴率を記録した（2005年に放送された全バラエティ番組の中でトップの記録）。
- 第30回（2007年）は、萩本欽一が日本武道館まで残り700mのところで放送が終了した。それによりゴールが遅れたため、直後の『行列のできる法律相談所』は内容変更の上、ゴールの様子を日本武道館から引き続き生放送した。この回の『行列』は関東地区で35.3%の視聴率を記録した（平成以降に放送された全バラエティ番組の中でトップの記録）。
- 第32回（2009年）は、イモトアヤコが残り1kmのところで放送が終了した。この年は同日8月30日に執行された第45回衆議院議員総選挙の投開票日に従って『ZERO×選挙2009』が21時から放送されていた関係上、ゴールの模様は生中継されずに選挙特番中の22時前に録画で約3分間放送された。この措置について賛否両論があったが[65]、日本テレビは「『24時間テレビ』と『選挙特番』という大型の2つの生放送が連続する、過去に例のない番組編成の中、なるべく早くイモトさんのゴールを伝えることを念頭に置きつつ、まずは、日本中が注目していた選挙を迅速かつ正確に伝えることを優先致しました。（中略）今回の経験をもとに、今後も引き続き視聴者の皆さまのニーズにお応えする放送を行うように心掛けます」とのコメントを発表している[66]。
- 第36回（2013年）は、大島美幸が日本武道館まで残り2kmのところで放送が終了した。そのため、直後の『行列』は内容変更の上、ゴールの様子を日本武道館から引き続き生放送した。この回の『行列』は関東地区で27.5%の視聴率を記録した。
- 第42回（2019年）は、「24時間駅伝」最終走者のいとうあさこが残りわずかのところで放送が終了した。放送終了から『行列のできる法律相談所』が始まるまでの間の20時58分頃[注 84]にゴールしたため、直後の『行列』は内容変更の上、ゴール後の会場の様子を生中継しゴールの様子をVTRで放送した。ゴール直前には内村光良が僅かな時間いとうと伴走したものの、それも本編では生放送されず『行列』の中で放送となった。この回の『行列』は関東地区で26.3%の視聴率を記録した。
- 第47回（2024年）は、「全国の児童養護施設に募金マラソン」と題して実施。ランナーの中継時間のみ、テレビ画面に表示されるQRコードが通常の募金受付より切り替わり、その特設サイトでで受けつけた募金は全額が児童養護施設向けの用途に使用される。また中継時間は上記用途での募金金額がリアルタイム表示されるほか、本編番組内で発表された募金総額もこの企画によるもののみとなった[67]。当初は、初日は1000人を超える市民ランナーと共に走る予定だったが、台風10号の影響で市民ランナーの参加は中止とした。初日は日産スタジアムのトラックを周回する形となった[68]。天候が比較的回復した放送2日目は日産スタジアムより両国国技館を目指す従来通りのマラソンを実施した。

#### 歴代走者の年齢と走行距離
芸名および当時の年齢に関しては、出演当時に使用・公表していたものを記載している。リレー形式の際は上から走行順に記載。第15回から42回、45回は『チャリティーマラソン』、43回は『24時間募金ラン』、44回は『復興への想いを繋ぐ 募金リレー』として実施。●は放送当日の発表者。
| 放送回 （放送年） | 走者                  | 年齢      | 走行距離  | 備考 |
| ----------------- | --------------------- | --------- | --------- | --- |
| 第15回 （1992年） | 間寛平                | 43歳      | 153km     | 苗場プリンスホテルからスタート。 200kmの予定だったが、前述のトラブルにより途中リタイア。 |
| 第16回 （1993年） | 間寛平                | 44歳      | 200km     | |
| 第17回 （1994年） | 肥後克広              | 31歳      | 100km     | ダチョウ倶楽部が3人同時に走行。 |
| 第17回 （1994年） | 上島竜兵              | 33歳      | 100km     | ダチョウ倶楽部が3人同時に走行。 |
| 第17回 （1994年） | 寺門ジモン            | 31歳      | 100km     | ダチョウ倶楽部が3人同時に走行。 |
| 第18回 （1995年） | 間寛平                | 46歳      | 600km     | 神戸市から日本武道館まで1週間かけて走った。 |
| 第19回 （1996年） | 赤井英和              | 37歳      | 100km     | 「つなげよう!愛のたすきリレー 日本列島縦断3600km」と題し、 同年8月3日の『ズームイン!!サタデー』の放送時間内に 北海道・宗谷岬（1780km）からの北ルートと 鹿児島・佐多岬（1740km）からの南ルートが同時にスタート。 約3週間かけて一般参加者600人がリレーで走行し、 放送当日に一般による北ルートと南ルートが合流後、 アンカーとして赤井が走行。 |
| 第20回 （1997年） | 山口達也              | 25歳      | 100km     | - |
| 第21回 （1998年） | 森田剛                | 19歳      | 100km     | - |
| 第22回 （1999年） | にしきのあきら        | 50歳      | 110km     | - |
| 第23回 （2000年） | トミーズ雅            | 40歳      | 150km     | - |
| 第24回 （2001年） | 研ナオコ              | 48歳      | 85km      | - |
| 第25回 （2002年） | 西村知美              | 31歳      | 100km     | - |
| 第26回 （2003年） | 山田花子              | 28歳      | 110km     | - |
| 第27回 （2004年） | 杉田かおる            | 39歳      | 100km     | - |
| 第28回 （2005年） | 丸山和也              | 59歳      | 100km     | - |
| 第29回 （2006年） | 山根良顕              | 30歳      | 100km     | アンガールズが2人同時に走行。 |
| 第29回 （2006年） | 田中卓志              | 30歳      | 100km     | アンガールズが2人同時に走行。 |
| 第30回 （2007年） | 萩本欽一              | 66歳      | 70km      | |
| 第31回 （2008年） | エド・はるみ          | 44歳      | 113km     | 生年月日は2011年末に公開。 |
| 第32回 （2009年） | イモトアヤコ          | 23歳      | 126.585km | - |
| 第33回 （2010年） | はるな愛              | 38歳      | 85km      | - |
| 第34回 （2011年） | 徳光和夫              | 70歳      | 63.2km    | - |
| 第35回 （2012年） | 佐々木健介            | 46歳      | 61.6km    | 一家4人による120kmのリレーマラソン。最初の500mは全員で走行。 |
| 第35回 （2012年） | 佐々木健之介          | 13歳      | 6km       | 一家4人による120kmのリレーマラソン。最初の500mは全員で走行。 |
| 第35回 （2012年） | 佐々木誠之介          | 9歳       | 4km       | 一家4人による120kmのリレーマラソン。最初の500mは全員で走行。 |
| 第35回 （2012年） | 北斗晶                | 45歳      | 47.9km    | 一家4人による120kmのリレーマラソン。最初の500mは全員で走行。 |
| 第36回 （2013年） | 大島美幸              | 33歳      | 88km      | - |
| 第37回 （2014年） | 城島茂                | 43歳      | 101km     | - |
| 第38回 （2015年） | DAIGO                 | 37歳      | 100km     | 「47都道府県 想いをつなぐたすきリレー」 北ルートと南ルートが合流後、アンカーとしてDAIGOが走行したリレーマラソン。 |
| 第39回 （2016年） | 林家たい平            | 51歳      | 100.5km   | 桂歌丸の本名（椎名巌）にちなんだ距離（いわおGO）。 |
| 第40回 （2017年） | ●ブルゾンちえみ       | 27歳      | 90km      | 走者は放送当日に発表。 |
| 第41回 （2018年） | みやぞん              | 33歳      | 161.95km  | 初のトライアスロン形式。 水泳1.55km→自転車60.4km→マラソン100km。 本編開始前の土曜日午後からスタート。 |
| 第42回 （2019年） | 近藤春菜              | 36歳      | 32.195km  | 合計148.78kmで4人による駅伝形式。 |
| 第42回 （2019年） | よしこ                | 28歳      | 32.195km  | 合計148.78kmで4人による駅伝形式。 |
| 第42回 （2019年） | ●水卜麻美             | 32歳      | 42.195km  | 合計148.78kmで4人による駅伝形式。 |
| 第42回 （2019年） | いとうあさこ          | 49歳      | 42.195km  | 合計148.78kmで4人による駅伝形式。 |
| 第43回 （2020年） | 高橋尚子              | 48歳      | 116km     | 1周（5km）につき10万円の募金をする。 高橋以外は5人で110kmを目標としていたが、 予定よりも早く突破したことにより目標距離が115km→120kmへと延長された。 高橋以外は日曜夕方に完走。 高橋もほぼ同じくして100kmを突破したが、 番組終了直前の20時50分まで続行した。 最終的な走行距離は5人で合計236kmだったため、募金総額は470万円となった。        |
| 第43回 （2020年） | 土屋太鳳              | 25歳      | 30km      | 1周（5km）につき10万円の募金をする。 高橋以外は5人で110kmを目標としていたが、 予定よりも早く突破したことにより目標距離が115km→120kmへと延長された。 高橋以外は日曜夕方に完走。 高橋もほぼ同じくして100kmを突破したが、 番組終了直前の20時50分まで続行した。 最終的な走行距離は5人で合計236kmだったため、募金総額は470万円となった。        |
| 第43回 （2020年） | 吉田沙保里            | 37歳      | 25km      | 1周（5km）につき10万円の募金をする。 高橋以外は5人で110kmを目標としていたが、 予定よりも早く突破したことにより目標距離が115km→120kmへと延長された。 高橋以外は日曜夕方に完走。 高橋もほぼ同じくして100kmを突破したが、 番組終了直前の20時50分まで続行した。 最終的な走行距離は5人で合計236kmだったため、募金総額は470万円となった。        |
| 第43回 （2020年） | 陣内貴美子            | 56歳      | 10km      | 1周（5km）につき10万円の募金をする。 高橋以外は5人で110kmを目標としていたが、 予定よりも早く突破したことにより目標距離が115km→120kmへと延長された。 高橋以外は日曜夕方に完走。 高橋もほぼ同じくして100kmを突破したが、 番組終了直前の20時50分まで続行した。 最終的な走行距離は5人で合計236kmだったため、募金総額は470万円となった。        |
| 第43回 （2020年） | 松本薫                | 32歳      | 15km      | 1周（5km）につき10万円の募金をする。 高橋以外は5人で110kmを目標としていたが、 予定よりも早く突破したことにより目標距離が115km→120kmへと延長された。 高橋以外は日曜夕方に完走。 高橋もほぼ同じくして100kmを突破したが、 番組終了直前の20時50分まで続行した。 最終的な走行距離は5人で合計236kmだったため、募金総額は470万円となった。        |
| 第43回 （2020年） | 野口みずき            | 42歳      | 40km      | 1周（5km）につき10万円の募金をする。 高橋以外は5人で110kmを目標としていたが、 予定よりも早く突破したことにより目標距離が115km→120kmへと延長された。 高橋以外は日曜夕方に完走。 高橋もほぼ同じくして100kmを突破したが、 番組終了直前の20時50分まで続行した。 最終的な走行距離は5人で合計236kmだったため、募金総額は470万円となった。        |
| 第44回 （2021年） | 岸優太                | 25歳      | 合計100km | 1組10kmの10組によるリレー形式。 川井姉妹は2人1組で走破。 水谷・田中・長谷川・丸山は当日の事前番組内で発表。 城島のゴール直前はメインパーソナリティを兼任していた岸と スタート・ゴール地点で待機していた丸山を除く全員で並走。 |
| 第44回 （2021年） | ●水谷隼               | 32歳      | 合計100km | 1組10kmの10組によるリレー形式。 川井姉妹は2人1組で走破。 水谷・田中・長谷川・丸山は当日の事前番組内で発表。 城島のゴール直前はメインパーソナリティを兼任していた岸と スタート・ゴール地点で待機していた丸山を除く全員で並走。 |
| 第44回 （2021年） | 荒川静香              | 39歳      | 合計100km | 1組10kmの10組によるリレー形式。 川井姉妹は2人1組で走破。 水谷・田中・長谷川・丸山は当日の事前番組内で発表。 城島のゴール直前はメインパーソナリティを兼任していた岸と スタート・ゴール地点で待機していた丸山を除く全員で並走。 |
| 第44回 （2021年） | 川井梨紗子 川井友香子 | 26歳 23歳 | 合計100km | 1組10kmの10組によるリレー形式。 川井姉妹は2人1組で走破。 水谷・田中・長谷川・丸山は当日の事前番組内で発表。 城島のゴール直前はメインパーソナリティを兼任していた岸と スタート・ゴール地点で待機していた丸山を除く全員で並走。 |
| 第44回 （2021年） | 五郎丸歩              | 34歳      | 合計100km | 1組10kmの10組によるリレー形式。 川井姉妹は2人1組で走破。 水谷・田中・長谷川・丸山は当日の事前番組内で発表。 城島のゴール直前はメインパーソナリティを兼任していた岸と スタート・ゴール地点で待機していた丸山を除く全員で並走。 |
| 第44回 （2021年） | ●田中理恵             | 35歳      | 合計100km | 1組10kmの10組によるリレー形式。 川井姉妹は2人1組で走破。 水谷・田中・長谷川・丸山は当日の事前番組内で発表。 城島のゴール直前はメインパーソナリティを兼任していた岸と スタート・ゴール地点で待機していた丸山を除く全員で並走。 |
| 第44回 （2021年） | ●長谷川穂積           | 40歳      | 合計100km | 1組10kmの10組によるリレー形式。 川井姉妹は2人1組で走破。 水谷・田中・長谷川・丸山は当日の事前番組内で発表。 城島のゴール直前はメインパーソナリティを兼任していた岸と スタート・ゴール地点で待機していた丸山を除く全員で並走。 |
| 第44回 （2021年） | ●丸山桂里奈           | 38歳      | 合計100km | 1組10kmの10組によるリレー形式。 川井姉妹は2人1組で走破。 水谷・田中・長谷川・丸山は当日の事前番組内で発表。 城島のゴール直前はメインパーソナリティを兼任していた岸と スタート・ゴール地点で待機していた丸山を除く全員で並走。 |
| 第44回 （2021年） | ●林咲希               | 26歳      | 合計100km | 1組10kmの10組によるリレー形式。 川井姉妹は2人1組で走破。 水谷・田中・長谷川・丸山は当日の事前番組内で発表。 城島のゴール直前はメインパーソナリティを兼任していた岸と スタート・ゴール地点で待機していた丸山を除く全員で並走。 |
| 第44回 （2021年） | ●城島茂               | 50歳      | 合計100km | 1組10kmの10組によるリレー形式。 川井姉妹は2人1組で走破。 水谷・田中・長谷川・丸山は当日の事前番組内で発表。 城島のゴール直前はメインパーソナリティを兼任していた岸と スタート・ゴール地点で待機していた丸山を除く全員で並走。 |
| 第45回 （2022年） | 兼近大樹              | 31歳      | 100km     | 4年ぶりの単独走行。 |
| 第46回 （2023年） | ●ヒロミ               | 58歳      | 102.3km   | 走者は放送当日に発表。 「おじさん」にちなんだ距離。 |
| 第47回 （2024年） | やす子                | 25歳      | 81km      | 最初は日産スタジアムのトラックを75周（30km）走り、残りの51kmを走った。 |
| 第48回 （2025年） | 横山裕                | 44歳      |           | - |

### メイン会場入口からの中継
リポーターの呼びかけを合図に番組内で随時中継で放送されている。
日本武道館時代は同北入口、両国国技館での回はの正面入口に待機するその時の人気芸人や若手アナウンサーがその年のメイン会場を訪れるゲストを紹介し、ステージに案内する。
第43回（2020年）・第44回（2021年）は新型コロナウイルス感染症対策のため実施されず、第45回（2022年）はリポーターを置かずにカメラだけ待機する形だった。

### モザイクアート制作
第29回（2006年）から実施している。
視聴者や出演者から提供された写真を集めて張り合わせ、走者や番組テーマに基づく巨大なモザイクアート作品をメイン会場内で制作する。制作段階が番組内で随時報告され、グランドフィナーレで完成作品が披露される。
第43回（2020年）以降は新型コロナウイルス感染症対策のため、実施されていない。

### 日本列島ダーツの旅的全国1億人インタビュー
第26回（2003年）から番組内で随時放送されている。
『1億人の大質問!?笑ってコラえて!』の人気コーナー「日本列島ダーツの旅」の特別版。全国各地に総合司会・パーソナリティー・サポーターが向かい、出会った人々にその年のメインテーマに基づいたインタビューを行う。当初は本家の「ダーツの旅」同様に、パーソナリティー等が事前にダーツを投げて行先を決めていた。
第43回（2020年）は新型コロナウイルス感染症対策のため、新規のインタビューは行わなかった。代わって、過去に放送されたインタビューの中からセレクションした内容での放送となり、一部のインタビューに対しては2020年現在の様子を紹介する新規VTRを制作した。なお、第44回（2021年）からは従来通りの新規のインタビューが再開している。

### ドキュメンタリー
チャイムの音を合図に番組内で随時放送されている。
有名人やハンディキャップを持つ人、障害者、闘病者、被災者、故人などにスポットライトを当て、その年のメインテーマに基づく感動の実話を紹介する。
2010年代後半からは、黒柳徹子やYOSHIKIなど大御所タレントが参加するコーナーもある。
VTR終了後には本人とその家族がステージに招かれたり、本人の自宅に中継を繋いで総合司会やパーソナリティが話を聞いたり、歌手が登場して本人やチャリティーマラソンランナーに向けて応援歌として歌を披露したりすることもある。

### チャレンジ企画
番組内で随時中継で放送されている。
屋外でのチャレンジ企画は障害者や被災者がタレントと共に水泳・遠泳、トライアスロン、登山など様々な企画に挑戦する。かつては富士山登頂を目指す企画が度々行われていた。場所やチャレンジ距離など状況に応じて直前番組や『ズームイン!!サタデー』内でスタートする場合もある。
天候や体調の影響で、やむなくリタイアとなるケースもあるほか第43回（2020年）・第44回（2021年）のように、新型コロナウイルス感染症対策のため、公道や海等でのチャレンジを一切行わなかった回もある。
メイン会場でのチャレンジ企画は後述するスペシャルダンスとは別に、『世界の果てまでイッテQ!』や『ヒルナンデス!』などといった日本テレビの人気番組のレギュラー出演者のみで行う場合もある。

### ドラマスペシャル
第3回（1980年）より開始され、土曜日の21時20分頃から23時20分頃まで約2時間放送されている。
多くの作品が闘病記などノンフィクションを基にしている。第40回（2017年）・第41回（2018年）は昭和期に大活躍した偉人の半生を描いたドラマが放送されたが、第42回（2019年）は再び闘病記ものに回帰した。第43回（2020年）・第47回（2024年）はドラマと他番組映像、関係者へのインタビューパートを織り交ぜたセミドキュメンタリー形式・第44回（2021年）は実在の高校を題材にした学園ドラマが放送され、再び2年連続で闘病記ものでないストーリーが展開された。2000年代以降はメインパーソナリティーを務めるグループのメンバーを主演に据えている場合が多い。
番組内では、このコーナーのみ文字多重放送と解説放送が行われている（アイパートナーは石丸博也が担当）。
ドラマ放送中に挿入されるCMの前後に数回、チャリティーランナーの現在の様子が報告される。
日曜日の午前中には、主役が演じた実際の人物やその家族・仲間をメイン会場に迎え、原作・原案となった実話を「24時間テレビドラマスペシャル 真実の物語」と題してドキュメンタリーの形で放送する。
ドラマスペシャルを同時ネットしないテレビ宮崎と沖縄テレビ放送では、後日に遅れネットで放送される（ネット回線から録画しているためか提供クレジットの上からドラマのタイトル名を被せている）。
2009年10月28日には、第29回（2006年）の『ユウキ』から第32回（2009年）の『にぃにのことを忘れないで』まで4年分のドラマがDVD化されて発売された。第33回（2010年）以降の作品も順次DVD化され、売り上げの一部はチャリティー募金として寄付されている。なおこれ以前の作品については、第20回（1997年）の『勇気ということ』・第21回（1998年）の『心の扉』・第26回（2003年）の『ふたり 私たちが選んだ道』・第27回（2004年）の『父の海、僕の空』といったジャニーズ事務所所属タレント主演の作品はDVD化されているが、歴代最高視聴率を記録した第28回（2005年）の『小さな運転士 最後の夢』をはじめとした非ジャニーズ主演作品は未だにDVD化されていない。
第44回（2021年）の『生徒が人生をやり直せる学校』以降は、24時間テレビの放送終了後となる2日目の20時54分から1か月間、日本テレビ傘下の定額制動画配信サービスであるHuluにて無料配信が行われている。第45回（2022年）の『無言館』以降は日テレ系リアルタイム配信での同時配信も行われている。
通常はドラマ終了後にCMを挟まず深夜企画のスタジオに出演する総合司会・パーソナリティ陣に画面が切り替わり、出演したパーソナリティによる感想・総括があるが、第40回（2017年）と第43回（2020年）は一旦メイン会場に画面が戻り、その回のドラマの主役となった人物に関係する芸能人が歌を披露している（前者は日本武道館の使用時間期限の絡みで事前収録）。

#### 放送概要
| 放送回（放送年） | タイトル                                            | 主演                       | 脚本                 | 原作                 | 視聴率 |
| ---------------- | --------------------------------------------------- | -------------------------- | -------------------- | -------------------- | ------ |
| 第3回（1980年）  | 機の音                                              | 森繁久彌・北林谷栄         | 倉本聰               | -                    | -      |
| 第4回（1981年）  | いのち・ひとつ                                      | 大原麗子                   | -                    | 新藤兼人             | -      |
| 第5回（1982年）  | スリーマンにアタック!                               | 若尾文子                   | -                    | 式田和子             | -      |
| 第6回（1983年）  | 黒い雨・姪の結婚                                    | 森繁久彌                   | 高橋玄洋             | 井伏鱒二             | -      |
| 第7回（1984年）  | さよならは涙を拭いてから                            | 古手川祐子                 | 寺内小春             | -                    | -      |
| 第8回（1985年）  | いつかある日                                        | 大坂志郎                   | 橋田壽賀子           | -                    | -      |
| 第9回（1986年）  | 縁談・結婚・そのさきX                               | 沢口靖子                   | 小山内美江子         | -                    | -      |
| 第10回（1987年） | 車椅子の花嫁                                        | 国生さゆり                 | 重森孝子             | 鈴木ひとみ           | -      |
| 第10回（1987年） | 長らえしとき                                        | 松坂慶子                   | 佐々木守             | 早瀬圭一             | -      |
| 第11回（1988年） | 二十歳・もっと生きたい                              | 沢口靖子                   | 井沢満・水島総       | 福嶋あき江           | -      |
| 第12回（1989年） | 叫んでも……聞こえない!                               | 斉藤由貴                   | 佐々木守             | 小野卓司             | -      |
| 第13回（1990年） | いつか見た青い空! 盲導犬ハッピー号の大冒険          | 南野陽子・和久井映見       | 今野勉               | -                    | -      |
| 第14回（1991年） | 夜が明けるまでに 恵子の選択                         | 岸本加世子                 | 菊池有起             | -                    | -      |
| 第20回（1997年） | 勇気ということ                                      | 堂本光一                   | 松原敏春             | -                    | 26.3%  |
| 第21回（1998年） | 心の扉                                              | 滝沢秀明                   | 石塚喜之             | -                    | 18.6%  |
| 第24回（2001年） | 最後の夏休み                                        | 安倍なつみ                 | 水橋文美江           | -                    | 24.7%  |
| 第25回（2002年） | 父さんの夏祭り                                      | 石川梨華・渡辺謙           | 水橋文美江           | 森脇佐和子           | 19.9%  |
| 第26回（2003年） | ふたり 私たちが選んだ道                             | 長瀬智也                   | 水橋文美江           | 鎌形睦美             | 23.3%  |
| 第27回（2004年） | 父の海、僕の空                                      | 滝沢秀明                   | 寺田敏雄             | -                    | 14.0%  |
| 第28回（2005年） | 小さな運転士 最後の夢                               | 阿部寛                     | 寺田敏雄             | -                    | 26.6%  |
| 第29回（2006年） | ユウキ                                              | 亀梨和也                   | 水橋文美江・山岡真介 | 岸川悦子             | 22.7%  |
| 第30回（2007年） | 君がくれた夏 〜がんばれば、幸せになれるよ〜         | 滝沢秀明                   | 吉田智子             | 山崎敏子             | 23.3%  |
| 第31回（2008年） | みゅうの足パパにあげる                              | 松本潤                     | 山岡真介             | 山口隼人             | 25.6%  |
| 第32回（2009年） | にぃにのことを忘れないで                            | 錦戸亮                     | 遊川和彦             | 川上ますみ           | 20.5%  |
| 第33回（2010年） | みぽりんのえくぼ                                    | 広末涼子・長瀬智也         | 吉本昌弘             | 岡田典子             | 19.9%  |
| 第34回（2011年） | 生きてるだけでなんくるないさ                        | 村上信五                   | 篠崎絵里子           | 玉元栄作             | 22.2%  |
| 第35回（2012年） | 車イスで僕は空を飛ぶ                                | 二宮和也                   | 寺田敏雄             | 長谷川泰三           | 23.8%  |
| 第36回（2013年） | 今日の日はさようなら                                | 大野智                     | 橋部敦子             | 幸和也               | 23.4%  |
| 第37回（2014年） | はなちゃんのみそ汁                                  | 大倉忠義                   | 西田征史             | 安武信吾・千恵・はな | 22.3%  |
| 第38回（2015年） | 母さん、俺は大丈夫                                  | 山田涼介                   | 水橋文美江           | 清水久美子           | 20.2%  |
| 第39回（2016年） | 盲目のヨシノリ先生〜光を失って心が見えた〜          | 加藤シゲアキ               | 水橋文美江           | 新井淑則             | 20.5%  |
| 第40回（2017年） | 時代をつくった男 阿久悠物語                         | 亀梨和也                   | 松田裕子             | -                    | 25.6%  |
| 第41回（2018年） | ヒーローを作った男 石ノ森章太郎物語                 | 中島健人                   | 福原充則             | -                    | 16.2%  |
| 第42回（2019年） | 絆のペダル                                          | 相葉雅紀                   | 松田裕子             | -                    | 18.0%  |
| 第43回（2020年） | 誰も知らない志村けん -残してくれた最後のメッセージ- | 重岡大毅（ジャニーズWEST） | -                    | -                    | 22.6%  |
| 第44回（2021年） | 生徒が人生をやり直せる学校                          | 平野紫耀                   | 水橋文美江           | 黒川祥子             | 15.3%  |
| 第45回（2022年） | 無言館                                              | 浅野忠信                   | 劇団ひとり           | -                    | 13.9%  |
| 第46回（2023年） | 虹色のチョーク 知的障がい者と歩んだ町工場のキセキ   | 道枝駿佑                   | 松田裕子             | 小松成美             | 13.2%  |
| 第47回（2024年） | 欽ちゃんのスミちゃん 〜萩本欽一を愛した女性〜       | 伊藤淳史                   | 政池洋佑             | -                    | 15.6%  |
| 第48回（2025年） | トットの欠落青春記                                  | 芦田愛菜                   | 佐藤友治             | 黒柳徹子             |        |

### 深夜企画
メイン会場が使用できない深夜の時間帯にあたるPART1の途中から、PART2・PART3（土曜日の23時20分頃から翌朝まで）には、番町C1・C3スタジオからバラエティー色の強い企画が放送される。これは早朝企画の項でもある通り、日本武道館との取り決めのため。2020年以後はニュースを境とした2部構成となり、2部は事前収録となっている。第46回（2023年）の総合プロデューサーである吉無田剛は「スタッフや出演者の皆さんの健康面のケアも、これから課題だと思うので、コロナ禍が生んだ1つの働き方改革になります。」と説明している。

#### 歴史
当初は音楽ライブを中心とした構成が多く、第2回（1979年）と第3回（1980年）は東京・浅草にあった国際劇場で夜通しの音楽ライブが行われた。
変わったところでは第7回（1984年）に翌年民営化を控えた日本専売公社（現在の日本たばこ産業）の一社提供で洋楽ライブを放送したり、第9回（1986年）には日本武道館から2部構成で音楽ライブを、さらに第10回（1987年）には武道館とアメリカ・韓国・ソビエト（当時）など世界6ヵ国を衛星生中継で繋ぎ音楽ライブや日本・アメリカ・ソビエトの3ヵ国による衛星中継を介した討論企画を主軸にした「テレビ・エイド」という企画が行われた。リニューアル後の第15回（1992年）には3部構成で1部に替え歌をメインにした企画、3部にはカラオケビデオをメインにした企画がそれぞれ放送された（2部は後述の大喜利企画）。
それ以外の回では、チャリティー色を薄めたバラエティー企画が中心となっているため、過激な内容が放送されることも多い。第4回（1981年）は当時放送されていた『今夜は最高!』のスピンオフとして、『タモリの素晴らしき今夜は最低の仲間達』を放送している。赤塚不二夫とタモリによる「SM鞭打ち合戦」や出演者がミゼットレスラーに扮したプロレス等の過激な企画が行われた。第15回（1992年）は『ダウンタウンのガキの使いやあらへんで!!』の企画「チキチキ大喜利大合戦」のスピンオフ『ダウンタウンのミッドナイト大喜利歌合戦』が放送され、ヘルメットを被り頭に触れたものを言い当てる企画では、ダウンタウンが吉田ヒロの頭にチェーンソーの刃を当てたり、今田耕司の頭に電動ドリルで穴を開けたり、山崎邦正の頭に低温花火を噴射するなどの過激で危険な内容となり、視聴者からの苦情が殺到しコーナー後にダウンタウンと徳光が謝罪した。第17回（1994年）は『ウンナン世界征服宣言』のスピンオフ企画『ウッチャンナンチャンの人間をもう一度信じて見たいスペシャル!』が放送され、『ビートたけしのお笑いウルトラクイズ』の企画「人間水車クイズ」が行われた。
第19回（1996年）は、『ナイナイのニュース決定戦』と『スポーツ超人選手権』の2つのコーナーを並行して放送した。
第20回（1997年）は、第1部に『みんなに伝えたいナイナイの勇気100万倍』、第2部に『鉄腕!DASH!!』のスピンオフ企画『早朝!DASH!!』の2部制で放送された。
第21回（1998年）は第1部に『いま、始めよう!ナイナイのがんばってる映像大放出!!』、第2部に爆笑問題・ココリコが司会の『有名人豪華お宝コレクション大放出 1億3000万人のスゴイ話ダイヤル』が放送された。
その後、第27回（2004年）までは主に前半（ニュースやスポーツコーナーは内包）が出演者がテーマに沿った歌を歌う『THE夜もヒッパレ』のスピンオフ企画『THE深夜もヒッパレ〜CLUB24〜』（第25回〈2002年〉まで）→『HOT HIT 100』（第26回〈2003年〉・第27回〈2004年〉、山口智充が司会）、概ね2時45分ごろを境に画面のワイプ切り替えで後半へ突入し、別のバラエティー企画といった2部制で放送されることが多かった。
第28回（2005年）は爆笑問題の司会で『懐かしの名番組 夜の同窓会』が放送された。『天才・たけしの元気が出るテレビ!!』、『マジカル頭脳パワー!!』、『電波少年』、『スーパーJOCKEY』、『お笑いスター誕生!!』など、かつて同局で放送されていた人気番組の出演者が揃い、当時放送されたVTRやそれにまつわるトーク、人気コーナーの再現などで振り返った。この年行われた『スーパーJOCKEY』の「熱湯コマーシャル」の復活版は第32回（2009年）まで継続して行われた。
第29回（2006年）から第31回（2008年）までは、爆笑問題・中川翔子→くりぃむしちゅー・スザンヌが司会で、スタジオ出演者を含む芸能人の恥ずかしい秘蔵映像を連発で流す企画が放送された。
第32回（2009年）から第38回（2015年）までは『しゃべくり007』をベースにした『朝まで生しゃべくり007』と題して放送された。それに加えて第35回（2012年）からはそこに『嵐にしやがれ』が加わり『朝まで生しゃべくり007』との2部制となった。
第39回（2016年）から第41回（2018年）までは『嵐にしやがれ』と『しゃべくり007』と『有吉反省会』の3部制になり、第42回（2019年）は『有吉反省会』に代わり特別企画『二宮和也のあの人に会いたくない』との3部制で放送した。
第43回（2020年）は、同年をもって嵐が活動休止となり12月に番組も終了した事から『24時間テレビ』内としては最後となる『嵐にしやがれ』と、指原莉乃・有田哲平が司会を務めた日本テレビの過去の番組映像のアーカイブからピックアップした『日テレ系伝説の映像解禁100連発 〜もう一度見たいドラマ&バラエティー〜』、徳光和夫・増田貴久が司会を務めた本番組の過去の放送回のアーカイブから主にジャニーズタレントやパーソナリティを務めたその時代の若手女優の映像を中心にピックアップした『日テレ系伝説の映像解禁100連発 〜もう一度見たい24時間テレビパフォーマンス名場面〜』からなる2つの特別企画の3部制で放送。各コーナー開始時に事前収録である旨のテロップが表示され、全編事前収録となったが、ノーカットの擬似生放送（撮って出し）・テロップを生送出あるいは収録時に完パケ・出演者の発言をなぞりテロップで出さないなど生放送の雰囲気を損なわないようにされた。
第44回（2021年）は、第1部の東京五輪メダリストが参加する有働軍と24時間テレビ出演者が参加する上田軍が対決する『最強メダリスト集結！想い〜ガチ対決で世界は変わるSP』と、第2部の『有吉の壁』の2部制で放送した。第1部は2年ぶりに生放送での放送となった。第2部は完全事前収録の形式で放送された。第2部では、「ミスター壁総選挙」と称したリアルタイムでの視聴者投票企画が設けられ、この企画で得票数2位となったとにかく明るい安村が翌朝4:30からの『ZIP! in 24時間テレビ』の枠に生出演した。
第45回（2022年）は、18年ぶりに音楽企画が再開。『日テレ系音楽の祭典 Premium Music 2022』でも行われた『THE夜もヒッパレ』の復活企画となる『24時間もヒッパレ!あの名曲に会いたい!』と、『ジャにのちゃんねるは眠らない!深夜の日テレ系 伝説の映像大賞』の2部制で放送。第2部は前年同様に事前収録となった。
第46回（2023年）は、前年に引き続き『24時間もヒッパレ!』を放送。第2部は『上田と女が朝まで吠える夜』が放送された。第2部は前年同様に事前収録したものとなり、前日金曜に撮影したことが明かされた。
第47回（2024年）は、第1部は『月曜から夜ふかし in 24時間テレビ』を放送。ただし、全編VTRとなったため、MCの村上信五とマツコ・デラックスは出演せず、第2部の『上田と女とオリンピアンが吠える ア〜ンドやす子を応援する夜』の出演メンバーが出演した。第2部は前年に引き続き『上田と女が吠える夜』をベースにした『上田と女とオリンピアンが吠える ア〜ンドやす子を応援する夜』が放送された。

#### 主な構成（2009年以降）
| 放送回（放送年） | 参加番組                                           | 参加番組                                                            | 参加番組                                                                         |
| 放送回（放送年） | 第1部                                              | 第2部                                                               | 第3部                                                                            |
| ---------------- | -------------------------------------------------- | ------------------------------------------------------------------- | -------------------------------------------------------------------------------- |
| 第32回（2009年） | 朝まで生しゃべくり007                              | 朝まで生しゃべくり007                                               | 朝まで生しゃべくり007                                                            |
| 第33回（2010年） | 朝まで生しゃべくり007                              | 朝まで生しゃべくり007                                               | 朝まで生しゃべくり007                                                            |
| 第34回（2011年） | 朝まで生しゃべくり007                              | 朝まで生しゃべくり007                                               | 朝まで生しゃべくり007                                                            |
| 第35回（2012年） | 嵐にしやがれ                                       | 朝まで生しゃべくり007                                               | 朝まで生しゃべくり007                                                            |
| 第36回（2013年） | 嵐にしやがれ                                       | 朝まで生しゃべくり007                                               | 朝まで生しゃべくり007                                                            |
| 第37回（2014年） | 嵐にしやがれ                                       | 朝まで生しゃべくり007                                               | 朝まで生しゃべくり007                                                            |
| 第38回（2015年） | 嵐にしやがれ                                       | 朝まで生しゃべくり007                                               | 朝まで生しゃべくり007                                                            |
| 第39回（2016年） | 嵐にしやがれ                                       | 生しゃべくり007                                                     | 有吉生反省会                                                                     |
| 第40回（2017年） | 嵐にしやがれ                                       | 生しゃべくり007                                                     | 有吉生反省会                                                                     |
| 第41回（2018年） | 嵐にしやがれ                                       | 生しゃべくり007                                                     | 有吉生反省会                                                                     |
| 第42回（2019年） | 嵐にしやがれ                                       | 二宮和也のあの人に会いたくない                                      | 真夜中の生しゃべくり007                                                          |
| 第43回（2020年） | 嵐にしやがれ                                       | 日テレ系伝説の映像解禁100連発 〜もう一度見たいドラマ&バラエティー〜 | 日テレ系伝説の映像解禁100連発 〜もう一度見たい24時間テレビパフォーマンス名場面〜 |
| 第44回（2021年） | 最強メダリスト集結! 想い〜ガチ対決で世界は変わるSP | 有吉の壁                                                            | 有吉の壁                                                                         |
| 第45回（2022年） | 24時間もヒッパレ!                                  | ジャにのちゃんねるは眠らない! 深夜の日テレ系 伝説の映像大賞         | ジャにのちゃんねるは眠らない! 深夜の日テレ系 伝説の映像大賞                      |
| 第46回（2023年） | 24時間もヒッパレ!                                  | 上田と女が朝まで吠える夜                                            | 上田と女が朝まで吠える夜                                                         |
| 第47回（2024年） | 月曜から夜ふかし in 24時間テレビ                   | 上田と女とオリンピアンが吠える ア〜ンドやす子を応援する夜           | 上田と女とオリンピアンが吠える ア〜ンドやす子を応援する夜                        |

### ニュース枠
番組内で1回および番組を一時中断して3回、計4回のニュースが挿入される。ニュースコーナーを担当するキャスターもチャリTシャツを着用する。日曜昼と夕方はニュースの開始前のCM入りと共にクロスネット局が飛び降りてニュースを含めた他系列の番組を放送するため、総合司会がCM入りの前に「この後は最新のニュースです。」とコメントしている。
- 『NNNニュース』（PART2の1コーナーとして放送）：日曜日1:48 - 1:55にNNN30局で放送される[注 105][注 106]。第46回（2023年）は土曜深夜のニュース自体が放送されず、代わりに日曜朝の早朝企画でストレートニュースのパートを増やす措置が取られた。
- 『NNNニュースサンデー』（単独番組扱い）：日曜日6:18 - 6:30[注 107]にテレビ宮崎を除くNNN29局[注 108]で放送される。日本テレビ小鳩文化事業団による同時手話通訳放送が行われる。第15回（1992年）から第27回（2004年）までは武道館側でのコメントの後にそのまま本編に突入していたが、第28回（2005年）以後は総合司会などが「この後は朝のニュースです。」とコメントしてタイトルCGを表示するようになった。
- 『NNNストレイトニュース』（単独番組扱い）：日曜日11:14 - 11:24[注 109]にテレビ大分・テレビ宮崎を除くNNN28局[注 110][注 111]で放送される。
- 『NNNニュース』（単独番組扱い）：『真相報道 バンキシャ!』の代替として、日曜日16:54 - 16:59にテレビ大分・テレビ宮崎を除くNNN28局で放送される。

### スポーツ世界記録工場
「ギネス世界記録」に挑戦する企画が、形を変えながら実施されている。当初は2006年〜2010年に放送されていた『徳光&所の世界記録工場』の特別版の位置付けであった。
アスリートや芸能人、小学生チームが様々なスポーツの世界記録やギネス世界記録に挑戦する。
これまで「ソフトボール世界一ピッチャーからヒットが打てるか？」、「ボウリング1分間で何回ストライクを出せるか？」、「トランポリンダンク世界記録に挑戦！」、「8の字跳びギネス世界記録に挑戦！」などの企画が放送された。
これまで同コーナーではガレッジセール、チュートリアル、河本準一、後藤輝基、ピース、サバンナ、有岡大貴が進行を務めた。
『スポーツ世界記録工場』として放送されたのは第37回（2014年）が最後である。その後は第40回（2017年）に『24時間でギネス世界記録いくつ出せるかチャレンジ』、第42回（2019年）に『人と人チャレンジ』、第43回（2020年）は『世界の果てまでイッテQ!』内コーナーの『QTube』とコラボした『おうちQTube』として放送された。

### 早朝企画
メイン会場が使用できない早朝時間帯の企画。もともと日本武道館との取り決めで深夜早朝帯は使用できなかったためである。両国国技館移動後も踏襲され、メイン会場の外、ないしは汐留本社スタジオから放送している。
このコーナーを含め8時台冒頭まではメイン会場の外から放送している。ここからが2日目になるため冒頭に総合司会とパーソナリティが「おはようございます。」と挨拶する。また、この時間帯にヨネスケと柴田理恵がメイン会場を訪れることが恒例になっている。
例年、『ズームイン!!朝!』や『ZIP!』といった日本テレビ朝の情報番組や『news every.』『真相報道 バンキシャ!』といった日本テレビ夕方の報道番組をベースとして構成されたり、『NNNニュースサンデー』とは別に日曜朝のニュースも5時台に放送するが、朝夕共にフジテレビの番組（『めざましテレビ』、『Live News イット!』）をネットをしており、通常日本テレビ制作の番組を放送しないテレビ宮崎・沖縄テレビでも放送される（この日に限り2局は臨時でNNNとFNNの2つのネットワークから朝のニュースを受ける形となる）。『NNNニュースサンデー』のアニメーションを2005年以降流すようになったことから自然な飛び降りとなっている宮崎とは対照的に、沖縄では6時で飛び降りることから画面上部にテロップをかぶせた後に強制的に降りる形となっている。
日本全国お天気リレー
第14回（1991年）以前は概ね朝5時台から6時台の枠で、第15回（1992年）から第38回（2015年）までは5:30 - 6:30頃まで各局の中継先をリレーで結びながらテーマに沿ったボランティアの取り組みなどを紹介する『ズームイン!!朝!』の「お天気リレー」の特別版形式をとっていた。リポーターも『ズームイン!!朝!』の各局キャスターが登場することが多かった。『天才!志村どうぶつ園』など同局の人気番組やマジック、漫談、ものまねといった演芸とコラボレーションするなど、通常の「お天気リレー」とは一風変わったスタイルで放送される。系列各局やチャレンジ企画先と中継で結び、日曜日の天気予報のほか、メインテーマに沿った人物や風景を紹介していく。ものまねとのコラボでは、総合司会の羽鳥が毎年必ず「天気予報は本当です!」と実際の予報を伝えていることを強調している。
第39回（2016年）からは早朝企画の放送箇所を汐留日本テレビ・マイスタジオに移し、実質『ズームイン!!』の復刻版に近い形で放送、これが次の「復活ズームイン!!」につながる。
コーナー開始時間は第39回（2016年）まで4:00、第43回（2020年）、第45回（2022年）は1時間繰り下がって5:00、第44回（2021年）は前年より30分繰り上がって4:30、からそれぞれ放送されている。
復活ズームイン!!
第40回（2017年）からは歴代の『ズームイン!!』シリーズの司会者である徳光和夫、福留功男、福澤朗、羽鳥慎一と『ZIP!』の司会である桝太一の5人が出演している。これは第34回（2011年）の放送で徳光がマラソンにチャレンジした際に、7時をきっかけに休憩所に応援に来たアントン・ウィッキーとズームイン!!ポーズをとり、きくち教児・辛坊治郎・森たけしといった往年の各局キャスターと回線をつないだことがベースとなっている。第42回（2019年）には『ズームイン!!朝!』の前枠番組だった『ジパングあさ6』から、当番組の総合司会歴任者でもある永井美奈子と松本志のぶも出演した。第46回（2023年）に4年ぶりに復活し、永井・松本に加え、『ズームイン!!SUPER』時代の司会者で永井・松本同様に当番組の総合司会歴任者でもある西尾由佳理と『DayDay.』MCの武田真一が出演した。
企画としてはズームインの歴代司会者とその回のテーマを絡めたものや、夜通し行っているチャレンジ企画の進捗状況に加えて、全国各地を結んでのお天気リレーを行っている。お天気リレーでは『朝!』『SUPER』の各時代に担当していた各局キャスターがリポートを担当する事もある。
ZIP! in 24時間テレビ
第43回（2020年）・第44回（2021年）は『ZIP!』をベースに放送された。スタジオは通常『ZIP!』を放送している汐留S4スタジオと一部出演者のリモート用に用いているマイスタジオからの二元放送で、第43回の出演者は『ZIP!』から桝太一、徳島えりか、天気予報に貴島明日香、中継にマーティン、そして前年までから引き続き『ズームイン!!』シリーズから徳光和夫、羽鳥慎一が出演。加えて『news every.』とのコラボ企画も放送され、『news every.』から藤井貴彦、天気予報に木原実、中継に渡辺裕太が出演した。
日テレキャスター大集合!24時間テレビ的ニュースショー
第45回（2022年）は前年までと内容を大幅に刷新し、『news every.』、『真相報道 バンキシャ!』をベースに報道番組として放送。『every.』と通常の『バンキシャ!』に準じた内容で放送され、『NNNニュースサンデー』も実質内包する形となったが、放送上は宮崎が飛び降り出来るように配慮された構成となっていた。スタジオは通常『真相報道 バンキシャ!』を放送している汐留S1・S2スタジオから放送され、『news every.』から藤井貴彦がMCを担当し、『バンキシャ!』から桝太一と後呂有紗、『news zero』から岩本乃蒼、天気予報はマイスタ前から木原実、そらジロー、にじモがそれぞれ出演した。
24時間テレビ的 バンキシャ!
第46回（2023年）は単独番組ベースへ戻し、『真相報道 バンキシャ!』主軸の報道番組として放送。『バンキシャ!』内のニュースコーナーに相当するストレートニュースは『news every.』のスタジオから伝えられ、普段では流れない大分・宮崎・沖縄でも放送。『NNNニュースサンデー』が末尾に着く面は前年まで同様の構成。また『NNNニュースサンデー』内の天気予報は2022年同様に木原実が担当した。この回は「復活ズームイン!!」を挟んで7時台後半にも放送された（司会・パーソナリティ陣が汐留から国技館へ移動する時間を確保するための措置）。

### 募金額中間報告
グランドフィナーレの「サライ」間奏時にその時点での募金額を総合司会が報告する。
第45回（2022年）までは日曜日昼の長時間ローカル枠終了後に12時現在の募金額、さらに以前の一時期には笑点チャリティー大喜利終了後にもそれぞれ中間報告を行っていた回がある。
第28回（2005年）までは、募金額表示用に特設された電光掲示板（電球方式で数字のみ表示）、第29回（2006年）からは日本武道館に設置されている電光掲示板（LED方式で単位の漢字表記も加えられた）で表示されている。
東京都庁舎で開催された第14回（1991年）は、紙に手書きで募金額を記入して発表した。東京ビッグサイトで開催された第32回（2009年）は、ステージ中央の大画面モニター（1回目の中間発表はパーソナリティー席のモニター）に映し出された。両国国技館で開催された第42回（2019年）は、ステージセットがMC席を除いて巨大な横長モニターになっていたため、CGの右上に枠を表示して武道館と同様の表記がなされた。同じく両国国技館で開催された第43回（2020年）以降はビッグサイトと同様にステージ中央の大画面モニターに映し出された。
第47回（2024年）は、全チャネルでの募金総額ではなく、「全国の児童養護施設に募金マラソン」分の募金総額を発表し、通常分の募金総額については10月に放送する特別番組内で発表することとなっている。

### スペシャルコンサート・スペシャルダンス
パーソナリティーと障害者が協力して演奏やダンスを披露する。
第21回（1998年）と第33回（2010年）に行われた「旅立ちの時コンサート」では久石譲が音楽監督・指揮を務めた。第29回（2006年）・第33回（2010年）・第36回（2013年）のスペシャルダンスにはダウン症児者のダンスチーム・ラブジャンクスが出演した。

### 海外リポート
日曜日夕方の長時間ローカル枠で放送される。
パーソナリティーが海外に赴き、戦争・難民・ストリートチルドレン・スラム街・飢餓・難病・伝染病・エイズ・幼児売春などの問題をリポートする。
年によっては行われない回もあり、特に第43回（2020年）から第45回（2022年）までは新型コロナウイルス感染症により海外渡航およびロケ実施に制限があることなどから実施されていなかった回もあった。

### チャリティー笑点
第11回（1988年）から放送されている。
『笑点』の特別版。日曜夕方の長時間ローカル枠明けとなる17時20分頃から18時過ぎまで麹町Gスタジオ→番町スタジオから生放送される。第42回（2019年）以降は、従来からの演芸・笑点メンバーによるチャリティー大喜利に加え、メインパーソナリティとの対抗大喜利を加えた大喜利2本立てで放送され、放送時間も1時間程度となっている。他にもこれに続ける形で林家こん平や桂歌丸といった過去の笑点メンバーを扱った企画が放送されたこともある。
パーソナリティーが演芸に出演したり、座布団運びを務めたりすることがある。

### グランドフィナーレ
番組終盤には谷村新司（第45回＝2022年まで）と加山雄三がメイン会場を訪れ、日曜日の20時40分頃から「サライ」の大合唱が始まる。ただし第47回は2番が省略された。
歌手が登場して走者に向けてマラソン応援ソングとして歌を披露した後、メインパーソナリティーによるその年のテーマに関してメンバー一人一人が感じた思いを伝える。その後、再度マラソン応援ソングとしてチャリティーランナーへの応援歌としてメインパーソナリティーが持ち歌を披露するほか、「Runner」や「負けないで」などの大合唱が始まる流れが定番となっている。その後、エンディングは出演者全員でリズムに合わせて腕を高く上げ左右に振りながら『サライ』の大合唱が始まり番組は締めくくられる。
「サライ」の合唱は各地の募金会場でも行われる。合唱中は番組のハイライトと各会場の合唱の様子が次々と切り替わって映る（ただし、チャリティーランナーが未到着または到着直後の場合はそちらの様子が優先され、合唱の様子はワイプによる小画面での放送となる）。ステージ上の日本テレビ小鳩文化事業団手話コーラス部による手話コーラスの様子が映るのも恒例となっている。
楽曲の間奏中には20時現在の募金額を総合司会が報告するが、第47回は終盤にマラソン金額のみ公表。その後、スタッフロールを流した後に、メイン会場の外観やメインステージの遠景をバックに、主に1990年代は「本当の主役はあなたです」、2000年代以降は主に各回のメインテーマに則したメッセージテロップが画面上に大きく表示される。その後、提供クレジットが表示され、『サライ』の大合唱の途中で番組終了となる。番組終了直後には第1回（1978年）からの協賛企業である日産自動車のヒッチハイクが入る（一部地域では差し替えあり）。
第14回（1991年）まではCM・提供クレジットを挟んで「LOVE SAVES THE EARTH」をBGMにエンドロール（出演者・コーナースタッフ等）を流した後に、「そして、本当にこの番組を作ったのは…あなたです。」というメッセージテロップを出して終了していた。
読売テレビなど一部の局では、日本テレビからのEDの途中（「サライ」歌唱中のタイミング）で各局の会場に切り替え、｢ローカルパートのED｣として、最後の挨拶やローカルパートのスタッフロールを流していた。しかし第37回（2014年）で、読売テレビがこの年のチャリティーランナーだった城島茂が武道館に入る直前に読売テレビからの映像に切り替え、それが終わった頃には間奏での募金中間発表が済んで城島がゴールテープを切る直前から飛び乗る格好になってしまい、視聴者から意見が届いたことがあった。それを受け、読売テレビでは翌年以降は差し替えは行わず、3枠目の長時間ローカル枠終了直後にある『チャリティー笑点』前の最終ローカル枠をエンディングに充てている。これに対し福島中央テレビなどでは、右下に表示される系列局の中継・ハイライト映像の上から自局の映像を途中で数秒ほど被せて対応するケースを取っている。
会場内では「サライ」の演奏終了後（放送終了後）に総合司会らが一人ずつ観客へ向けて最後の挨拶を行い、全ての催しが終了となる。

## 過去に行われていたコーナー

### 第14回（1991年）以前に放送されていたコーナー

#### アニメスペシャル
初回から第13回（1990年）にかけて、日曜日の10時頃から正午頃に約2時間のスペシャルアニメが放送された。第5回（1982年）を除いて9回にわたり手塚治虫及び手塚プロダクションが番組に賛同し、オリジナルアニメを制作・放送してきた。第12回（1989年）の放送前に手塚が逝去した後、同年は手塚の作品と自伝パートを合わせた作品を放送し、これをもって手塚プロは撤退した。第13回（1990年）は前年に開始した『それいけ!アンパンマン』のスペシャルを放送し、これを最後にアニメスペシャルは放送されていない。
| 放送回（放送年） | タイトル                                  | 原作             | 制作               |
| ---------------- | ----------------------------------------- | ---------------- | ------------------ |
| 第1回（1978年）  | 100万年地球の旅 バンダーブック            | 手塚治虫         | 手塚プロダクション |
| 第2回（1979年）  | 海底超特急マリンエクスプレス              | 手塚治虫         | 手塚プロダクション |
| 第3回（1980年）  | フウムーン                                | 手塚治虫         | 手塚プロダクション |
| 第4回（1981年）  | ブレーメン4 地獄の中の天使たち            | 手塚治虫         | 手塚プロダクション |
| 第5回（1982年）  | アンドロメダ・ストーリーズ                | 光瀬龍・竹宮惠子 | 東映動画           |
| 第6回（1983年）  | タイムスリップ10000年プライム・ローズ     | 手塚治虫         | 手塚プロダクション |
| 第7回（1984年）  | 大自然の魔獣バギ                          | 手塚治虫         | 手塚プロダクション |
| 第8回（1985年）  | 悪魔島のプリンス三つ目がとおる            | 手塚治虫         | 東映動画           |
| 第9回（1986年）  | 銀河探査2100年 ボーダープラネット         | 手塚治虫         | 手塚プロダクション |
| 第12回（1989年） | 手塚治虫物語 ぼくは孫悟空                 | 手塚治虫         | 手塚プロダクション |
| 第13回（1990年） | それいけ!アンパンマン みなみの海をすくえ! | やなせたかし     | 東京ムービー       |

#### チャリティー大行進
日曜夕方に放送されていたコーナー。年によってはグランドフィナーレの一部として放送していた。
第1回（1978年）から1980年代後半までメイン会場とは別に代々木公園にグランドフィナーレ会場を設けており、公園通りや代々木公園から都内を周りフィナーレ会場までをパーソナリティやコーナー出演者、参加団体の有志らがパレード。パーソナリティ・コーナー出演者はフィナーレ会場に到着後は同会場の進行役を務めたり募金の受け渡しを行っていた。

#### 読売テレビ制作コーナー
日曜の午後に設定されていた讀賣テレビ放送制作のコーナー。
当初、吉本興業や松竹芸能などの上方芸人が多数出演し募金を呼び掛ける関西色が強いコーナーだったが、後に「ひろがれ愛の輪 熱唱コンサート」などと題し大阪城公園内の野外音楽堂や大阪城ホールからアーティストによるチャリティコンサートの模様を放送していた。第7回（1984年）では本番組への出演が数える程度の明石家さんまも出演している。なお、コンサートの途中には武道館から中継する時間帯もあった。
前述の通り、第15回（1992年）で廃止したが、第17回（1994年）のみ一度だけ復活している。なお、第1回（1978年）は読売テレビが実質共同制作に近い形で関わり（第1回は日本テレビ開局25周年と読売テレビ開局20周年の共同記念番組の意味合いもあった）、担当コーナー以外の日本テレビ制作パートでも読売テレビのスタジオから横山やすし・西川きよしらが関西地区（主に読売テレビ視聴エリア内）での募金状況や報告を随時伝えていた。

#### 欽ちゃんのふれ愛の旅
第6回（1983年）からレギュラー出演を辞める第12回（1989年）まで放送されていた、萩本欽一が全国の募金会場を訪ねる中継コーナー。第8回（1985年）は春に休養宣言を掲げ全レギュラー番組を休演・降板していた兼ね合いで放送されなかった（萩本本人はこの年も出演）。第20回（1997年）にも間寛平・佐藤藍子・猿岩石による復活企画が行われた。
行先は次の通り。
- 第6回（1983年） - 静岡・愛知・宮城
- 第7回（1984年） - 熊本・福岡・銀座日産ギャラリー（台風の影響で東京への到着が遅れたため、武道館に間に合わないと判断し銀座へ向かった）
- 第9回（1986年） - 山形・福島・新潟
- 第10回（1987年） - 広島・鳥取・島根
- 第11回（1988年） - 「欽きらリン530!!」のメンバー（CHA-CHA・田中美佐子・木村優子）と共に同番組の収録を行っていた西新宿のライブスペース「SPACE 107」からイベントを行った。「ふれ愛の旅」としてはケント・デリカットと野沢直子が大阪・徳島・札幌を訪ねた。
- 第12回（1989年） - 都内各地で募金活動を行った。

#### チャリティーコーナー
1980年代（最後に放送された回は不詳）まで放送。コーナー間に5分間放送され、福祉施設や団体の取り組み・そこにおける課題を考えたり、障害者や被災者、難病患者との付き合い方・向き合い方などを指南する内容の硬派なコーナーだった。これとは別に『愛はマジック』のBGM・小人のミニチュアの写真と自然風景を織り交ぜた映像をバックに協賛各社をテロップで紹介する「愛の協賛各社紹介」も併せて放送されていた。

### 第15回（1992年）のリニューアル後に放送されていたコーナー

#### なんだろう号中継
第15回（1992年）から第19回（1996年）に行われてきた中継企画。チャリティーパーソナリティーが都内の募金会場に出向く企画。「紅の豚」が公開した1992年は「紅の豚号」、「平成狸合戦ぽんぽこ」が公開した年は「ぽんぽこ号」として実施。
第24回（2001年）から第27回（2004年）はガレッジセールが中継コーナーを担当。

#### 高校生ダンス甲子園
第29回（2006年）から第37回（2014年）にかけて、日曜日の14時台に放送された。
『天才・たけしの元気が出るテレビ!!』の人気コーナー「高校生制服対抗ダンス甲子園」の復活版。高校生が1分半程度のオリジナルダンスパフォーマンスで競う。
出場資格はメンバー全員が高校生であること、2人以上のチームであること（高等専門学校は在学3年以内、中等教育学校は後期課程在籍、特別支援学校は高等部在籍）。全国各地での1次審査（遠方の場合はビデオ審査での参加も可能）と予選大会を勝ち抜いた6チームが本番当日にメイン会場でパフォーマンスを行い、視聴者による投票（番組連動データ放送またはパソコン・スマートフォンで参加可能）によって優勝チームが決まる。『元気が出るテレビ!!』の演出担当だったテリー伊藤がパーソナリティーと共にコーナーを進行する。
全チームのパフォーマンスが終了した後には、エキシビジョンとしてパーソナリティーとコラボパフォーマンスを行う。

#### 全国高等学校合唱選手権
第39回（2016年）のみ放送。
高校生チームが合唱を披露し、全国の高校合唱部のNo.1を決める。
出場資格はメンバー全員が高校生であること、8人以上30人以内のチームであること（ダンス甲子園同様高等専門学校は在学3年以内、特別支援学校は高等部在籍）。音楽のジャンルは問わない。1次審査と予選を勝ち抜いたチームが本番当日にメイン会場で合唱を披露し、タレント審査員・高校生観客審査員・視聴者（番組連動データ放送またはパソコン・スマートフォンで参加可能）による投票によって優勝チームを決定する。
大会委員長を音楽プロデューサーのつんく♂が務める。

## 付記事項

### 協賛企業
協賛企業は番組最初のネットセールス枠（土曜18時台）と放送翌日に放送される『24時間マラソンの舞台裏』でもスポンサーを務めており、『24時間マラソンの舞台裏』では全社の連名で、エンディングの募金中間発表を改めて報告するとともに募金への感謝のメッセージを伝えるCMを製作・放送している。
なお、中京テレビの放送エリアである東海地方を中心に募金活動を行っているスギ薬局のようにローカル局単位で本番組に協賛している企業もある。
ここでは全国向けに協賛している企業のみ記述する。

#### 現在の協賛企業
- 日産自動車《特別協賛》（福祉車両の製造も担当）：第1回（1978年） -
- イオン（チャリTシャツの販売も担当）：第28回（2005年） -
- 住友生命[注 140]：第29回（2006年） -
- 東洋水産：第32回（2009年） -

#### 過去の協賛企業
- イエローハット：第20回（1997年） - 第24回（2001年）
- IYグループ（現在のセブン&アイ・ホールディングス）：第7回（1984年） - 第27回（2004年）[注 141]
- ろうきん：第26回（2003年） - 第28回（2005年）
- ジェーシービー：第13回（1990年） - 第32回（2009年）
- KDDI：第31回（2008年） - 第36回（2013年）
- サンスター：第35回（2012年） - 第40回（2017年）
- ヤクルト：第37回（2014年） - 第42回（2019年）
- ライオン[注 142]：第41回（2018年） - 第42回（2019年）
- 大王製紙（エリエール・アテント名義で提供）：第43回 （2020年） - 第46回（2023年）

### チャリTシャツ
番組オリジナルのTシャツは「チャリTシャツ」と呼ばれ、基本的に黄色をベースにしている。24時間テレビ企画発案者でもある都築忠彦によれば、番組がスタートした1978年はベトナム戦争終結からまだ3年しか経っておらず、暗い空気が世界中に漂っていたこともあり、「幸せを求める」「平和を求める」という思いで映画『幸福の黄色いハンカチ』から採ったものである。また、番組開始当時は屋外での企画が多かったこともあり、表参道でのチャリティーパレードには警察が交通整理をしなければならなくなる程の人だかりが出来ることもあったため、一目で24時間テレビのスタッフだと分かるように目立つ色にしたかったからとも語っている。なお、第15回（1992年）から第27回（2004年）は山吹色、第28回（2005年）以降はレモン色に近い配色になっている。
第28回（2005年）は香取慎吾の発案で黄色以外の色のTシャツが製作され、翌年以降も色のバリエーションが増えた（下表参照）。番組開始からしばらくの間は、浅葉克己デザインによる太陽と地球をイメージした番組シンボルマークをデザインしたものを使っていたが、1990年代後半からはパーソナリティーや著名デザイナーのデザインによるものが多くなっている。
チャリTシャツはタオル、缶バッジ、クリアフォルダ、チャリティーバンド、チャリティーバッグなどと共にチャリティーグッズとして市販されている。
第1回（1978年）から現金書留による通信販売が行われ、1980年代から第27回（2004年）まではイトーヨーカドーの一部店舗で販売されていたが、協賛企業がIYグループ（現在のセブン&アイ・ホールディングス）からイオンに替わった第28回（2005年）以降は、イオングループ各店舗（イオン・イオンスタイル・ダイエー・イオンフードスタイル・マックスバリュ・イオンスーパーセンター・ミニストップ・ビブレなど）で販売されている。
その他、日本テレビオフィシャルショップ「日テレ屋」（汐留店・東京駅店）や協力店でも購入できる。通信販売も行なっており、「24時間テレビチャリティーグッズ通販サイト」で注文を受け付けている。
チャリTシャツは毎年約30万枚 - 100万枚程度売り上げており、販売収益金はチャリティー募金として寄付されている。歴代最多の販売枚数は第36回（2013年）の124万枚。
出演者とスタッフはほぼ全員チャリTシャツを着用し、番組内に挿入されるニュースコーナーを担当するキャスターやニュース専門チャンネル『日テレNEWS24』に出演するキャスターも当日はチャリTシャツを着用する。またスタッフの多くは番組開始以来使われてきたスタッフ専用の山吹色のTシャツを着用する。ただし、コーナー出演者やゲスト出演者は例外的にスーツやタキシード・ジャージなど別の衣装で登場する場合がある。
番組プロモーションの一環として、本番組の約1か月前から日本テレビ系列の報道番組・情報番組の一部出演者はチャリTシャツを着て番組に出演する。

#### 各回の色とデザイン
| 放送回（放送年）                    | 色                                             | デザイナー                    |
| ----------------------------------- | ---------------------------------------------- | ----------------------------- |
| 第1回（1978年） - 第14回（1991年）  | ■黄                                            | 浅葉克己                      |
| 第15回（1992年） - 第21回（1998年） | ■黄                                            | 浅葉克己                      |
| 第22回（1999年）                    | ■黄                                            | 新垣仁絵                      |
| 第23回（2000年）                    | ■黄                                            |                               |
| 第24回（2001年）                    | ■黄                                            | 飯田圭織                      |
| 第25回（2002年）                    | ■黄                                            | 工藤静香                      |
| 第26回（2003年）                    | ■黄                                            | 松岡昌宏                      |
| 第27回（2004年）                    | ■黄                                            | 大野智                        |
| 第28回（2005年）                    | ■黄・■赤・■青・■黒・□白                        | 香取慎吾&佐藤可士和           |
| 第29回（2006年）                    | ■黄・■緑                                       | スタジオジブリ&中丸雄一       |
| 第30回（2007年）                    | ■黄・■赤                                       | NIGO                          |
| 第31回（2008年）                    | ■黄・■桃・■水                                  | 村上隆                        |
| 第32回（2009年）                    | ■黄・■桃・■灰                                  | ピクサー                      |
| 第33回（2010年）                    | ■黄・■桃・■赤・■青・■緑                        | スタジオジブリ                |
| 第34回（2011年）                    | ■黄                                            | 森本千絵                      |
| 第35回（2012年）                    | ■黄・■桃・■水                                  | 奈良美智&大野智               |
| 第36回（2013年）                    | ■黄・■桃・■水・□白                             | 草間彌生&大野智               |
| 第37回（2014年）                    | ■黄・■桃・■水・□白・■黒                        | 天野喜孝                      |
| 第38回（2015年）                    | ■黄・■桃・■水・□白・■黒                        | ニッポンの未来をつなぐ人々    |
| 第39回（2016年）                    | ■黄・■桃・■水・□白                             | 蜷川実花                      |
| 第40回（2017年）                    | ■黄・■桃・■橙・□白・■紺                        | 野老朝雄                      |
| 第41回（2018年）                    | ■黄・■紫・■桃・■黒                             | 渡辺直美&ハティー・スチャート |
| 第42回（2019年）                    | ■黄・□白・■桃・■水・■ミント                    | 大野智                        |
| 第43回（2020年）                    | ■黄・□白・■桃・■ミント・■灰                    | 小松美羽                      |
| 第44回（2021年）                    | ■黄・□白・■灰・■カーキ・■桃                    | 髙橋海人&水野学               |
| 第45回（2022年）                    | ■黄・□白・■桃・■ミント・■ラベリー/lovely berry | 長場雄                        |
| 第46回（2023年）                    | ■黄・□白・■水・■桃・■グリーンピース            | SHUN SUDO                     |
| 第47回（2024年）                    | ■黄・□白・■グレー                              | 宮崎吾朗                      |
| 第48回（2025年）                    | ■黄・□白・■紫・■水・■桃                        | 青山剛昌                      |

### メイン会場での観覧
以前は日本武道館への入館や観覧は自由であり、一度入館したら翌日の放送終了まで終始館内に留まって座席にて夜通しで観覧することが可能だったが、警備上の問題に加え、出演するタレントを目当てとした観客が長時間に亘って会場に留まり続ける「出待ち」などの問題が指摘されたため、第20回（1997年）からは事前申し込み制に改められた。
観覧希望者は公式サイトに記載された内容に沿ってはがきで申し込みを行う（1人1通まで）。入れ替え制のため、1日目（18時半 - 21時頃）と2日目（7時頃 - 21時）のいずれかを選択して応募する。応募者多数の場合は抽選によって当選者が決まる。
当選者には事前に観覧招待券（1人につき1枚、未就学児は送付された保護者と同伴でしか入場が許されない）が送付される。入場時には本人確認のため、本人確認書類の原本の提示を求められるほか、会場内での撮影や録音は一切認められない。再入場については、土曜日は会場の使用時間の関係で不可となっているが、日曜日については来場者にリストバンドを配布し、それを装着することで退場・再入場が可能となっている。
客席での弁当持参・飲食は可能で、施設内の自動販売機・売店も利用できる。また両日の放送終了後にはメインパーソナリティによるミニコンサート（この模様は放送されない）も行われる。武道館では1階を募金受付列やスタッフ・カメラ・企画等のスペースに充てるため1階席は用意されないが、第32回（2009年）のメイン会場だった東京ビッグサイトは1階席が設けられた。第42回（2019年）の両国国技館は1階マス席を格納して席の上部のみ開放、下部分は完全格納した上で武道館と同様のスペースに充てた。2階部分は椅子に着席、1階マス席は床にそのまま座る方式となった。
募金に関しては自由来場となっているが、募金後はすぐに退出することとなっており客席への入場は一切認められていない。また、土曜日21時頃から日曜日7時頃までは入場できない。武道館正面入口にはアリーナ内とは別に募金受付用のテント（かつては記帳所もあった）があるが、こちらは夜通しで募金受付を行っている。第32回（2009年）のメイン会場だった東京ビッグサイトは募金受付が会場の外に設けられていたため、会場内に入ることはできなかった。
第45回（2022年）は感染対策を講じた上で3年ぶりに観客を入れる。ただし、それまでとは一部ルールが改正され全席指定席となり、客席での飲食は全面禁止（食事をする際は場外に出なければならない）となる。

### チャリティーイベント
日本テレビエリアでは、日産グローバル本社ギャラリー（横浜みなとみらい21）では、番組と連動したチャリティーイベントが放送日に合わせて2日間開催され、お笑いタレント、アイドル、ミュージシャン、アスリートなどが多数参加するほか、クイズやサイエンスショーを開催する。
なお、第43回（2020年）から第45回（2022年）は新型コロナウイルス感染症対策のため観客を入れず、YouTubeの日産自動車公式チャンネル及び日本テレビ公式チャンネルでの生配信として実施された。日産グローバル本社ギャラリー（2020年はNISSAN PAVILION Yokohama）は、放送当日の土日は、当番組放送時間外の土曜午前から昼も含めて全て臨時休館としている。観客を入れる形式に復活した第46回（2023年）以降も、日産公式チャンネルでの生配信は継続されているが、後述する贈呈式など番組本編で放送中の部分は配信されない。
パーソナリティー、イベント出演者、有名人から提供された品物のチャリティーオークションやお笑いライブ、音楽ライブなど各種イベントが行われる。オークションの売り上げは寄付され、福祉車両の購入費などに充てられる。
会場では協賛企業である日産自動車のエコカーや福祉車両（ライフケアビークル）の展示が行われ、日曜日の午前中にはメイン会場からパーソナリティーの1人が駆けつけ、福祉車両の贈呈式が行われ、番組内でも中継される。
日本テレビの新人アナウンサーが先輩アナウンサーと共に司会として参加する。かつては、日テレジェニックが出演するのが恒例になっていた。
系列各局もローカル枠と連動したチャリティーイベントを独自に開催する。タレントをゲストに呼ぶ局もある。放送局社屋または、イオングループがスポンサーになっている関係もあり、イオンモールで開催する局も多い。第43回（2020年）・第44回（2021年）は新型コロナウイルス感染症対策のため、イベントを行わずに募金受付のみとする会場もあった。

### 番組ボランティア
番組放送当日に募金の受付や募金会場の準備・撤収、車椅子利用者の介助などを担当するボランティアを毎年公式サイトなどで募集している。
応募資格は満16 - 29歳の学生又は社会人で男女は問わない。ただし、放送回や系列局によっては応募資格が若干異なる場合があり、一般募集自体を行わない（局が指定した福祉関係学科のある高校・大学での内部募集のみなど）系列局もある。

### ヤングチャリティーボランティア
番組放送日を含む前1週間（月曜日 - 放送当日）には、チャリTシャツを着用して街頭で募金呼び掛けを行う。
日当はなく、食費補助として1日数百円が支給される。着用したTシャツはもらうことができ、7日間参加すると2枚支給される。系列各局が7月下旬 - 8月上旬にCM、公式サイトを通じて募集する。

### 草の根チャリティーネットワーク
チャリティーの趣旨や活動に賛同し、募金活動に協力している団体。
商店街、自治体、ボランティアサークル、学校などの団体が系列各局に登録しており、年間を通して募金活動を実施している。

### 事前番組
放送日の1ヶ月前から毎週日曜日の午後に関東ローカルで1時間枠の事前番組が生放送される。総合司会、パーソナリティー、サポーターやチャリティーランナーが生出演し、番組の見どころを紹介する。
放送前週の月曜日からは深夜に5分枠のミニ事前番組が編成され、放送週の月曜日深夜からは15分枠に拡大される。なお、放送週の火曜日からは20:54 - 21:00にもミニ事前番組が編成される。

### 他番組との関連
第25回（2002年）より、『行列のできる相談所』が本番組の直後に放送される番組となっている。第28回（2005年）以降は一部の回を除き、チャリティーランナーが放送時間内にゴールできなかった場合の中継枠を兼ねて日本武道館の道場から生放送を行っている。その際は本番組終了直後の総合司会・パーソナリティー・チャリティーランナーがゲスト出演する。第28回（2005年）・第30回（2007年）・第34回（2011年）・第37回（2014年）には、同番組の生放送スペシャルでチャリティーランナーの発表が行われた。
第35回（2012年） - 第37回（2014年）・第40回（2017年）・第42回（2019年）には『嵐にしやがれ』でメインパーソナリティーを発表した。第35回（2012年）・第36回（2013年）・第42回（2019年）には同番組でチャリティーランナーの発表（2019年は4人いたチャリティーランナーの3人目の追加発表）が行われたほか、第42回（2019年）には同番組でスペシャルドラマの追加キャスト発表が行われた。第44回（2021年）には後番組である『1億3000万人のSHOWチャンネル』でメインパーソナリティーを発表した。
『おしゃれイズム』には、本番組放送翌週の回にチャリティーランナーがゲスト出演することがある。
翌日の『ZIP!』以降、日本テレビの各情報番組ではパーソナリティ・ランナーらに密着した舞台裏などの映像が一日を通して放送されるのが恒例になっている。『スッキリ』と『情報ライブ ミヤネ屋』ではメイン会場にリポーターが赴くが、後者の場合は司会の宮根誠司が『Mr.サンデー』（フジテレビ・関西テレビ）の生放送で日曜日は東京にいることから、本番組にゲストで来る宮根あるいはリポーター陣がランナーやパーソナリティに差し入れを持っていく企画が恒例になっている。
毎年（2020年・2021年は中止）9月第1日曜日に系列局の青森放送で放送される青森県民駅伝競走大会中継では、チャリティーマラソンで使用した移動中継車が日本テレビより貸し出され、1号車として使用される。中継の直前番組では、中継車を紹介する際に必ずチャリティーマラソンについて言及する。

### 他局とのコラボレーション
読売新聞社の呼び掛けにより、『FNS27時間テレビ』放送日にフジテレビ本社前で共同でチャリティー募金活動を行ったことがある。
第12回（1989年）には、在京民放各局の看板アナウンサーやキャスターが出演し、世界の福祉や貧困などに関わるクイズ形式のリポート企画が行われた。このためエンディングには、協力として「東京放送（テレビ局としては現在のTBSテレビ）」「フジテレビ」「全国朝日放送（テレビ局としては現在のテレビ朝日）」「テレビ東京」と民放キー局4社がクレジットされた。
第28回（2005年）には、メインパーソナリティーの香取が司会を務めるテレビ朝日系列の生番組『SmaSTATION-4』と同時中継を行った。テレビ朝日本社の受付にも募金箱が設置され、チャリティーを行った。

### 協力要請と注意喚起
番組をかたるアンケートメールがあるため、公式ホームページにおいて「現在番組名をかたり、アーティストが関わっているかのようなアンケート形式の迷惑メールが出回っていますが、当番組とは一切関係ありません。十分、ご注意ください。」と注意喚起が行われている。
日本武道館に隣接する北の丸公園を管理する環境省では「【お願い】24時間テレビに伴う混雑の緩和にご協力ください」とのお知らせを出している。

## 当番組に対する批判・問題点

### 募金の使い道に関して
24時間テレビではチャリティー番組にも関わらず出演者にギャラが支払われていることや、募金の使い道が不透明な部分がある点について、当初より批判が上がっている。2013年7月30日発売の写真週刊誌『FLASH』によれば、嵐に5000万円、大島美幸は1000万円、上戸彩と羽鳥慎一にはそれぞれ500万のギャラが支払われたという。日本テレビは出演者について「基本的にボランティアでお願いしております。しかし、拘束時間の長い方など、場合によっては謝礼という形でいくらかのお支払いをしております」と公表しており、「ジャニーズはテレビ局から1円のギャラも受け取らない」というテレビ局関係者の証言や、本番組に出演経験があるYOSHIKIや兼近大樹ややす子もノーギャラで出演したことを明かしている。しかし、『レイバー・デイ・テレソン』を初めとした海外のチャリティーイベントや番組では司会者やゲスト等すべての主演者がノーギャラで出演しており、西田ひかるも、「まさか出演料が出るとは思わなかった」と明かしている。
ビートたけしは、『ビートたけしのオールナイトニッポン』で「出るなら全員ノーギャラにすべき」「あんな偽善番組は大嫌い」と発言しており、本番組には一度も出演していない。
デーブ・スペクターも、自身のTwitter上で出演者にギャラが支払われることを批判している。デーブ・スペクターは1988年、1990年、1991年の24時間テレビに出演しているが、1992年の「サライ」「マラソン」開始以降は出演していない。

#### 日本海テレビ幹部社員による寄付金着服問題
2023年11月28日、日本海テレビジョン放送の元幹部社員（元経営戦略局長）が、当番組への寄付金（264万6020円）を含む累計1118万円を10年にわたり常習的に着服していたことが発覚し、前日の同月27日付で懲戒解雇に処し、鳥取県警察（所轄・鳥取警察署）へ業務上横領で被害届を提出。24時間テレビチャリティー委員会がこの事態に対する謝罪と同社に対して着服された寄付金全額の回収、あるいは同額の補填を強く求める声明を発出した。この事態に対し、日本海テレビの代表取締役会長が引責辞任、代表取締役社長が3か月間報酬全額返上を表明している。日本テレビの報道・情報番組ではこの事に殆ど触れなかった一方、長年番組に出演している羽鳥慎一と徳光和夫は他局のレギュラー番組で怒りを露わにするコメントを出すに至っている。
この影響で、2024年1月1日に発生した能登半島地震に関した新たな募金活動も再発防止策の策定中であることを理由に一旦実施が見送られ、同局製作の報道・情報番組などでは日本赤十字社やジャパン・プラットフォーム（JPF）への寄付を案内していた。後に通常の番組募金活動と並行する形で同年7月16日から約1か月間にわたって、24時間テレビの能登半島地震復興応援募金を行った。
2024年2月1日、24時間テレビチャリティー委員会はキャッシュレス募金の推奨や寄付金が入っている容器は委員会規定のシールで封印、募金会場に警備員を配置するなどの再発防止策を発表した。また、過去にも不適切な取り扱いが2件発生していたことも併せて明らかにした（この2件については発生した年に関係者への謝罪や返金を行っている）。その後、再発防止策などを伝える特別番組（後述の#24時間テレビ特別番組を参照）を制作し、日本テレビを始めとするチャリティー委員会に加入している31社にて順次放送された。
2024年7月20日、日本海テレビは再発防止策を策定した上で同年8月31日から9月1日に放送の『24時間テレビ47 愛は地球を救うのか?』の募金活動に参加することを表明した。
2024年7月22日、鳥取県警は日本海テレビの元経営戦略局長を業務上横領の疑いで書類送検した。2025年3月26日、鳥取地検は元局長を同罪で在宅起訴した。同年7月17日、鳥取地方裁判所は元局長に懲役3年執行猶予5年の有罪判決を言い渡した。厳罰となった理由として、同裁判所は本番組に対する信頼の失墜や影響を与えたことを判決内容の中で述べている。弁護側、検察側はいずれも期限の7月31日までに控訴せず、この判決が確定した。

### 感動ポルノ
24時間テレビの障害者を「かわいそう」や「がんばっている模範的な人」とイメージ付け、見世物にする企画にも、「感動の押し売り」「偽善商法」という批判がある。先天的に両腕両脚が欠損している障害を持ち、『五体不満足』の作者でもある乙武洋匡がかつて24時間テレビでメインパーソナリティーのオファーを受けた際、「『かわいそうな人たちが、こんなに頑張っている』と障害者を扱ってしまうことに違和感を覚えた」「障害者に対する扱いがあまりに一面的だとは思う」という理由で断ったことを明かしている他、作家の百田尚樹も著書『大放言』の「チャリティー番組は誰のため?」において、「テレビ的に『絵になる』」障害者を取捨選択して番組を作る姿勢を批判している。前述のデーブ・スペクターも「障害を持つ方へのサポートを目的にしているはずなのに、実際は広告代理店と企業の利益とイメージアップのために続けられている」と24時間テレビの方針を批判している。
2016年8月28日には、24時間テレビの裏番組として放送されたNHK Eテレの『バリバラ〜障害者情報バラエティー〜』が『検証!「障害者×感動」の方程式』と題して感動ポルノを取り上げた。同番組も24時間テレビと同じく生放送であり、出演者が黄色いTシャツを着る、「笑いは地球を救う」という番組のロゴなど『24時間テレビのパロディ』と取られる様な斬新な演出が行われ、視聴者から好評を得た。
なお、2017年以降もNHKは24時間テレビを批判する内容で『バリバラ』を裏番組として放送している（2023年は放送なし、2024年は『ハートネットTV』を放送）。

### やらせ疑惑
2002年の西村知美のチャリティーマラソンにおいて、2日目18時の時点で残り30kmだったのに対し1時間後には残り10kmとなっていたことから、「車でワープしたのではないか」という疑惑が発生した。このことが有志によるチャリティーランナーの追跡班が結成されるきっかけとなっている。
2011年に放送された海外ドキュメンタリー企画の「あの日、日本が世界からもらった力」では、タイで東日本大震災の追悼のために灯篭飛ばしを行ったが、その時に集まった人々は金で雇われただけで住民たちは番組内容も知らされておらず、またその地域では灯篭飛ばしの風習もなかった（そもそも航空管制局により灯篭飛ばしが禁止されているエリアであった）ことが判明しており、やらせであったことが疑われている。
2019年には、EXITの兼近大樹が元カノと再会する企画で兼近が二股をかけていた現場を元カノが目撃したことで破局し、その後元カノは男性不信になったことが紹介されたが放送後、元カノは「実際に現場を目撃したことはなく、男性不信にもなっていない」と番組内容を否定しており、やらせ疑惑が発生した。

### スタッフの問題行為
2006年のチャリティーマラソンでアンガールズを沿道で応援していた女性に対して番組スタッフが激しく怒鳴りつける様子が中継され、インターネット上で非難が上がっている。
2012年放送の「義足の少女、縄文杉に逢いに行く」について、縄文杉周辺の立入禁止場所にテントを張ったり撮影したりしていたと現地ガイドがブログで批判した。

### ジャニーズ事務所所属タレントの起用
メインパーソナリティーとして、旧ジャニーズ事務所（現：STARTO ENTERTAINMENT）の所属タレントが起用されていることに関しての批判もある。実際に2000年代以降はほぼ独占扱いで起用されており、担当回数が歴代最多のメインパーソナリティーは櫻井翔と二宮和也（6回）で、嵐として第27回（2004年）・第31回（2008年）・第35回（2012年）・第36回（2013年）・第42回（2019年）に、櫻井は個人として第40回（2017年）、二宮もジャにのちゃんねるとして第45回（2022年）に務めている。第47回（2024年）は前述の寄付金着服問題やジャニー喜多川性加害問題を考慮して、メインパーソナリティーは置かれず、一部コーナーでの出演に留まった。
なお、2023年10月に日本テレビはジャニー喜多川による性加害問題を受けての社内調査結果を公表し、その中でジャニーズ事務所以外の女性グループをメインパーソナリティーに起用した放送回では同事務所からの出演は全く無かったことを明らかにしている。

### チャリティーマラソン中のセクハラ問題
2024年9月放送の第47回ではチャリティーランナーのやす子に対し沿道から腕を伸ばし意図的に胸を触るというわいせつ行為が発生し、この一部始終を見ていた番組視聴者から批判が殺到した。

## 関連番組

### 24時間テレビチャリティー・リポート
日本テレビ系列局で放送されている5分間のミニ番組。日本テレビでは1978年9月9日から放送されている。
集められた募金の使用経過の報告を行う。7月から9月には本番組の内容予告や開催当日のミニリポートを行う場合がある。
放送時間は各放送局により異なり、宮城県・宮崎県・沖縄県では未放送。日本テレビでは2012年9月30日までは日曜日早朝に単独番組として放送されていたが、2012年10月7日放送分より『日テレアップDate!』の内包番組として放送されている。
| 放送対象地域   | 放送局                    | 系列                          | 放送曜日・放送時間                                                 |
| -------------- | ------------------------- | ----------------------------- | ------------------------------------------------------------------ |
| 関東広域圏     | 日本テレビ（NTV） 制作局  | 日本テレビ系列                | 日曜 5:55 - 6:15（第4日曜のみ5:40 - 6:00） 『日テレアップDate!』内 |
| 北海道         | 札幌テレビ（STV）         | 日本テレビ系列                | 土曜 4:20- 4:25                                                    |
| 青森県         | 青森放送（RAB）           | 日本テレビ系列                | 土曜 5:40 - 5:45                                                   |
| 岩手県         | テレビ岩手（TVI）         | 日本テレビ系列                | 金曜 11:25 - 11:30                                                 |
| 秋田県         | 秋田放送（ABS）           | 日本テレビ系列                | 火曜 10:55 - 11:00                                                 |
| 山形県         | 山形放送（YBC）           | 日本テレビ系列                | 土曜 5:35 - 5:40                                                   |
| 福島県         | 福島中央テレビ（FCT）     | 日本テレビ系列                | 日曜 5:10 - 5:15                                                   |
| 山梨県         | 山梨放送（YBS）           | 日本テレビ系列                | 日曜 5:40 - 5:45                                                   |
| 新潟県         | テレビ新潟（TeNY）        | 日本テレビ系列                | 日曜 4:40 - 4:45                                                   |
| 長野県         | テレビ信州（TSB）         | 日本テレビ系列                | 月曜 1:25 - 1:30（日曜深夜）                                       |
| 静岡県         | 静岡第一テレビ（SDT）     | 日本テレビ系列                | 日曜 2:50 - 2:55（土曜深夜）                                       |
| 富山県         | 北日本放送（KNB）         | 日本テレビ系列                | 月曜 11:25 - 11:30                                                 |
| 石川県         | テレビ金沢（KTK）         | 日本テレビ系列                | 日曜 5:40 - 5:45                                                   |
| 福井県         | 福井放送（FBC）           | 日本テレビ系列                | 土曜 5:40 - 5:45                                                   |
| 中京広域圏     | 中京テレビ（CTV）         | 日本テレビ系列                | 土曜 5:25 - 5:30                                                   |
| 近畿広域圏     | 読売テレビ（ytv）         | 日本テレビ系列                | 月曜 2:48 - 2:52（日曜深夜）                                       |
| 鳥取県・島根県 | 日本海テレビ（NKT）       | 日本テレビ系列                | 日曜 5:10 - 5:15                                                   |
| 広島県         | 広島テレビ（HTV）         | 日本テレビ系列                | 日曜 3:15 - 3:20（土曜深夜）                                       |
| 山口県         | 山口放送（KRY）           | 日本テレビ系列                | 火曜 11:25 - 11:30                                                 |
| 徳島県         | 四国放送（JRT）           | 日本テレビ系列                | 日曜 6:10 - 6:15                                                   |
| 香川県・岡山県 | 西日本放送（RNC）         | 日本テレビ系列                | 月曜 1:55 - 2:00（日曜深夜）                                       |
| 愛媛県         | 南海放送（RNB）           | 日本テレビ系列                | 日曜 5:10 - 5:15                                                   |
| 高知県         | 高知放送（RKC）           | 日本テレビ系列                | 日曜 5:10 - 5:15                                                   |
| 福岡県         | 福岡放送（FBS）           | 日本テレビ系列                | 土曜 4:55 - 5:00                                                   |
| 長崎県         | 長崎国際テレビ（NIB）     | 日本テレビ系列                | 日曜 4:50 - 4:55                                                   |
| 熊本県         | くまもと県民テレビ（KKT） | 日本テレビ系列                | 日曜 5:40 - 5:45                                                   |
| 大分県         | テレビ大分（TOS）         | 日本テレビ系列 フジテレビ系列 | 日曜 5:10 - 5:15                                                   |
| 鹿児島県       | 鹿児島読売テレビ（KYT）   | 日本テレビ系列                | 日曜 5:40 - 5:45                                                   |

### 24時間テレビ特別番組
24時間テレビチャリティー委員会に参加している31局で2024年2月に放送された20分間の特別番組。
日本海テレビの元幹部社員による寄付金着服問題（前述）を受け、24時間テレビチャリティー委員会31社の調査および再発防止策などを伝える。また、これまで24時間テレビが行ってきたチャリティー活動や寄付金の使い道についても紹介する。
放送時間は各放送局により異なる。全参加局での放映が終了した2024年2月25日以降は24時間テレビチャリティー委員会のホームページでも本番組を配信している。
| 放送対象地域   | 放送局                    | 系列                                         | 放送日・放送時間                  |
| -------------- | ------------------------- | -------------------------------------------- | --------------------------------- |
| 関東広域圏     | 日本テレビ（NTV） 制作局  | 日本テレビ系列                               | 2024年2月17日（土） 16:40 - 17:00 |
| 北海道         | 札幌テレビ（STV）         | 日本テレビ系列                               | 2024年2月17日（土） 16:40 - 17:00 |
| 青森県         | 青森放送（RAB）           | 日本テレビ系列                               | 2024年2月17日（土） 16:40 - 17:00 |
| 岩手県         | テレビ岩手（TVI）         | 日本テレビ系列                               | 2024年2月17日（土） 16:40 - 17:00 |
| 宮城県         | ミヤギテレビ（MMT）       | 日本テレビ系列                               | 2024年2月17日（土） 16:40 - 17:00 |
| 山形県         | 山形放送（YBC）           | 日本テレビ系列                               | 2024年2月17日（土） 16:40 - 17:00 |
| 山梨県         | 山梨放送（YBS）           | 日本テレビ系列                               | 2024年2月17日（土） 16:40 - 17:00 |
| 静岡県         | 静岡第一テレビ（SDT）     | 日本テレビ系列                               | 2024年2月17日（土） 16:40 - 17:00 |
| 富山県         | 北日本放送（KNB）         | 日本テレビ系列                               | 2024年2月17日（土） 16:40 - 17:00 |
| 鳥取県・島根県 | 日本海テレビ（NKT）       | 日本テレビ系列                               | 2024年2月17日（土） 16:40 - 17:00 |
| 広島県         | 広島テレビ（HTV）         | 日本テレビ系列                               | 2024年2月17日（土） 16:40 - 17:00 |
| 徳島県         | 四国放送（JRT）           | 日本テレビ系列                               | 2024年2月17日（土） 16:40 - 17:00 |
| 香川県・岡山県 | 西日本放送（RNC）         | 日本テレビ系列                               | 2024年2月17日（土） 16:40 - 17:00 |
| 愛媛県         | 南海放送（RNB）           | 日本テレビ系列                               | 2024年2月17日（土） 16:40 - 17:00 |
| 福岡県         | 福岡放送（FBS）           | 日本テレビ系列                               | 2024年2月17日（土） 16:40 - 17:00 |
| 長崎県         | 長崎国際テレビ（NIB）     | 日本テレビ系列                               | 2024年2月17日（土） 16:40 - 17:00 |
| 熊本県         | くまもと県民テレビ（KKT） | 日本テレビ系列                               | 2024年2月17日（土） 16:40 - 17:00 |
| 鹿児島県       | 鹿児島読売テレビ（KYT）   | 日本テレビ系列                               | 2024年2月17日（土） 16:40 - 17:00 |
| 宮崎県         | テレビ宮崎（UMK）         | フジテレビ系列 日本テレビ系列 テレビ朝日系列 | 2024年2月17日（土） 17:00 - 17:20 |
| 秋田県         | 秋田放送（ABS）           | 日本テレビ系列                               | 2024年2月18日（日） 13:00 - 13:20 |
| 大分県         | テレビ大分（TOS）         | 日本テレビ系列 フジテレビ系列                | 2024年2月18日（日） 13:55 - 14:15 |
| 新潟県         | テレビ新潟（TeNY）        | 日本テレビ系列                               | 2024年2月18日（日） 16:10 - 16:30 |
| 近畿広域圏     | 読売テレビ（ytv）         | 日本テレビ系列                               | 2024年2月18日（日） 16:10 - 16:30 |
| 中京広域圏     | 中京テレビ（CTV）         | 日本テレビ系列                               | 2024年2月18日（日） 16:45 - 17:05 |
| 沖縄県         | 沖縄テレビ（OTV）         | フジテレビ系列                               | 2024年2月19日（月） 14:27 - 14:47 |
| 福島県         | 福島中央テレビ（FCT）     | 日本テレビ系列                               | 2024年2月24日（土） 9:25 - 9:45   |
| 山口県         | 山口放送（KRY）           | 日本テレビ系列                               | 2024年2月25日（日） 11:05 - 11:25 |
| 福井県         | 福井放送（FBC）           | 日本テレビ系列                               | 2024年2月25日（日） 15:35 - 15:55 |
| 長野県         | テレビ信州（TSB）         | 日本テレビ系列                               | 2024年2月25日（日） 16:00 - 16:20 |
| 石川県         | テレビ金沢（KTK）         | 日本テレビ系列                               | 2024年2月25日（日） 16:00 - 16:20 |
| 高知県         | 高知放送（RKC）           | 日本テレビ系列                               | 2024年2月25日（日） 16:35 - 16:55 |